# Bacino minerario del Nord-Passo di Calais
Il bacino minerario del Nord-Passo di Calais è un territorio nel nord della Francia, nei dipartimenti del Nord e del Passo di Calais, segnato economicamente, socialmente, paesaggisticamente, ecologicamente e culturalmente dallo sfruttamento intensivo, dalla fine del XVII alla fine del XX secolo, del carbone dello stefaniano, presente nel suo sottosuolo. Questa era la parte occidentale di un deposito che si estendeva oltre il confine franco-belga.

## Storia
I primi affioramenti di carbone furono scoperti a Boulonnais intorno al 1660. Nel 1716 Nicolas Desaubois, Jean-Jacques Desandrouin, Jean-Pierre Desandrouin, Jacques Richard e Pierre Taffin costituirono la prima società mineraria per lo sfruttamento del carbone. Il primo giacimento di carbone nel bacino minerario del Nord-Passo di Calais venne scoperto, presso il pozzo Jeanne Colard il 3 febbraio 1720, a seguito di una campagna di ricerca. Il 24 giugno 1734 venne scoperto il carbone oleoso nel pozzo del "Pavé" ad Anzin. Per lo sfruttamento dei giacimenti venne fondata la Compagnie des mines d'Anzin, il 19 novembre 1757, che rapidamente guadagnò grande slancio. Allo stesso tempo nacquero altre società di ricerca per tutto il XVIII secolo. L'inizio del XIX secolo fu segnato dai progressi tecnologici (motore a vapore e eduzione). Gli anni 1830 e l'inizio degli anni 1840 furono segnati dalla rivoluzione industriale. Le nuove industrie avevano un enorme fabbisogno di carbone, che creò nel Nord un periodo di prezzi elevati del carbone e la conseguente creazione di un gran numero di società carbonifere. Pertanto, il bacino minerario si sviluppò in modo esponenziale. Le aperture dei pozzi si susseguivano, i cumuli di scorie aumentavano in altezza. Questa progressione avvenne per tutta la seconda metà del XIX secolo e ancora negli anni 1900. Il 1906 fu segnato dalla catastrofe di Courrières che ebbe luogo il 10 marzo e procurò la morte di 1 099 persone. Seguirono lunghi scioperi e la sicurezza delle miniere fu poi migliorata.
L'area mineraria fu duramente colpita dalla prima guerra mondiale e la ricostruzione durò fino alla metà degli anni 1920. Questo periodo fu segnato dall'arrivo di polacchi e italiani, sebbene fossero presenti anche lavoratori di altre nazionalità. I primi anni 1930 furono segnati dagli effetti dell'incidente del 1929. Durante la seconda guerra mondiale, l'area mineraria si trovò ben presto occupata dai tedeschi. I minatori resistettero all'occupante rallentando la produzione e attuando il sabotaggio, qualche volta a scapito della stessa loro vita. Più di due terzi dei minatori del bacino scioperarono nel giugno 1941.
Le società vennero nazionalizzate il 17 maggio 1946 con la creazione di Charbonnages de France, che attuò un vasto programma di ammodernamento e una concentrazione dell'estrazione per far risollevare la Francia dopo i danni della guerra. La diminuzione della richiesta di carbone iniziò nei primi anni 1960, i pozzi vennero gradualmente chiusi e scoppiarono molti scioperi nella zona mineraria. Nel 1984 venne aperto al pubblico il Centre historique minier de Lewarde, un museo delle miniere.
Se gli anni 1990 erano stati segnati dalla volontà di cancellare ogni traccia del passato, gli anni 2000 sono stati segnati dalla consapevolezza del valore del patrimonio costruito e di quello naturale da preservare. Molte vestigia sono state classificate o registrate come monumenti storici nel 2009 e nel 2010. Sabato 30 giugno 2012, 353 elementi, distribuiti su 109 siti, sono stati dichiarati Patrimonio dell'umanità dall'UNESCO.

## Posizione
L'area mineraria copriva 1 200 km2 nei dipartimenti Nord e Passo di Calais, ovvero il 9,5% dell'area dell'ex regione francese del Nord-Passo di Calais (oggi parte dell'Hauts-de-France). In essa vivevano 1,2 milioni di abitanti alla fine degli anni 1980, ovvero il 31% della popolazione regionale. In trecento anni di storia mineraria sono stati scavati centomila chilometri di gallerie, vale a dire più del doppio del giro della Terra e ottocentottantacinque pozzi di estrazione.
Gli altri giacimenti di carbone più vicini sono il bacino carbonifero di Boulonnais a ovest, il bacino carbonifero belga a nord-est (in continuità), il bacino carbonifero della Lorena e della Saar a sud-est nonché i bacini carboniferi di Littry e Le Plessis -Lastelle a sud-ovest.

Estensione del giacimento di carbone nel Nord-Passo di Calais.

## Geologia
Questo bacino è la parte occidentale di un deposito che si estende oltre il confine franco-belga lungo il fiume Sambre e affiora nel Borinage.
Nel carbonifero, questa regione era ricoperta da un mare, che favorì la sedimentazione marina a cui si accompagnava l'attività vulcanica. Alla fine di questo periodo, nello stefaniano, datato tra - 307 e - 299 milioni di anni fa, il bacino carbonifero iniziò la sua formazione con sedimenti fluvio-lacustri.

## Coinvolgimento delle miniere

### Insediamenti e città

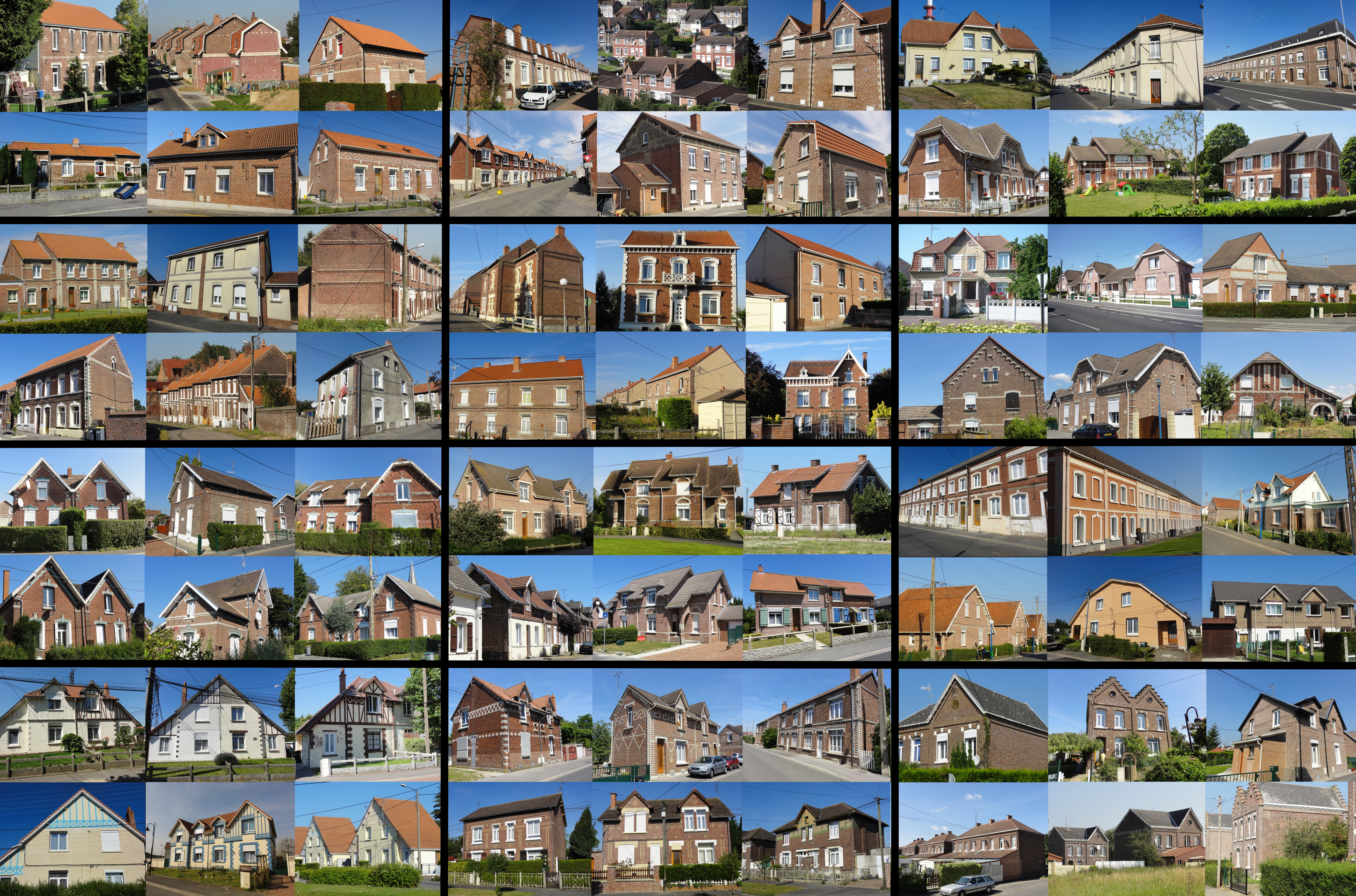
Esempi di sei modelli abitativi costruiti dalle società minerarie. Il patrimonio è molto vario.

L'unione di diversi proprietari di miniere portò alla creazione della Compagnie des mines d'Anzin nel 1757. Scavare in profondità i pozzi era reso difficoltoso dalle falde acquifere sotterranee e per diversi decenni l'azienda sfruttò solo alcuni pozzi. La messa in servizio di un tratto della linea da Somain a Péruwelz, nel 1834, accelerò lo scavo in profondità di nuovi pozzi, aiutato da un periodo di forte domanda di carbone. A quel tempo, erano attivi solo una quindicina di pozzi. Il loro numero aumentò notevolmente e presto le strutture ricettive presenti nei villaggi non erano più sufficienti ad ospitare i minatori e le loro famiglie.

#### Primi insediamenti
Gli ingegneri pertanto progettarono, in prossimità dei pozzi, delle abitazioni poste lungo la strada di accesso o perpendicolari ad essa. Erano piccole e di solito raggruppate a sei o a dieci nello stesso blocco. Ogni casa aveva il suo giardino e alla fine di esso c'erano i servizi igienici. Il giardino era separato dalla casa da un muretto di scisto. Lungo questa muretto era disposto il pozzo comune o il tubo dell'acqua potabile. Gli appezzamenti erano lunghi e stretti e i minatori li coltivavano a orto. Le case avevano uno stile simile a quelle che esistono nei villaggi; erano costruite in mattoni, in modo razionale, e senza ornamenti.
Alcuni dei primi insediamenti costruiti furono quelli del pozzo di "Tinchon" nella frazione di Saint-Waast-la-Haut a Valenciennes, prima del 1820. Erano attaccati al piazzale del pozzo, a sud. Descrivevano due strisce poste su un asse est-ovest, i giardini erano raggruppati al centro, divisi da muretti.

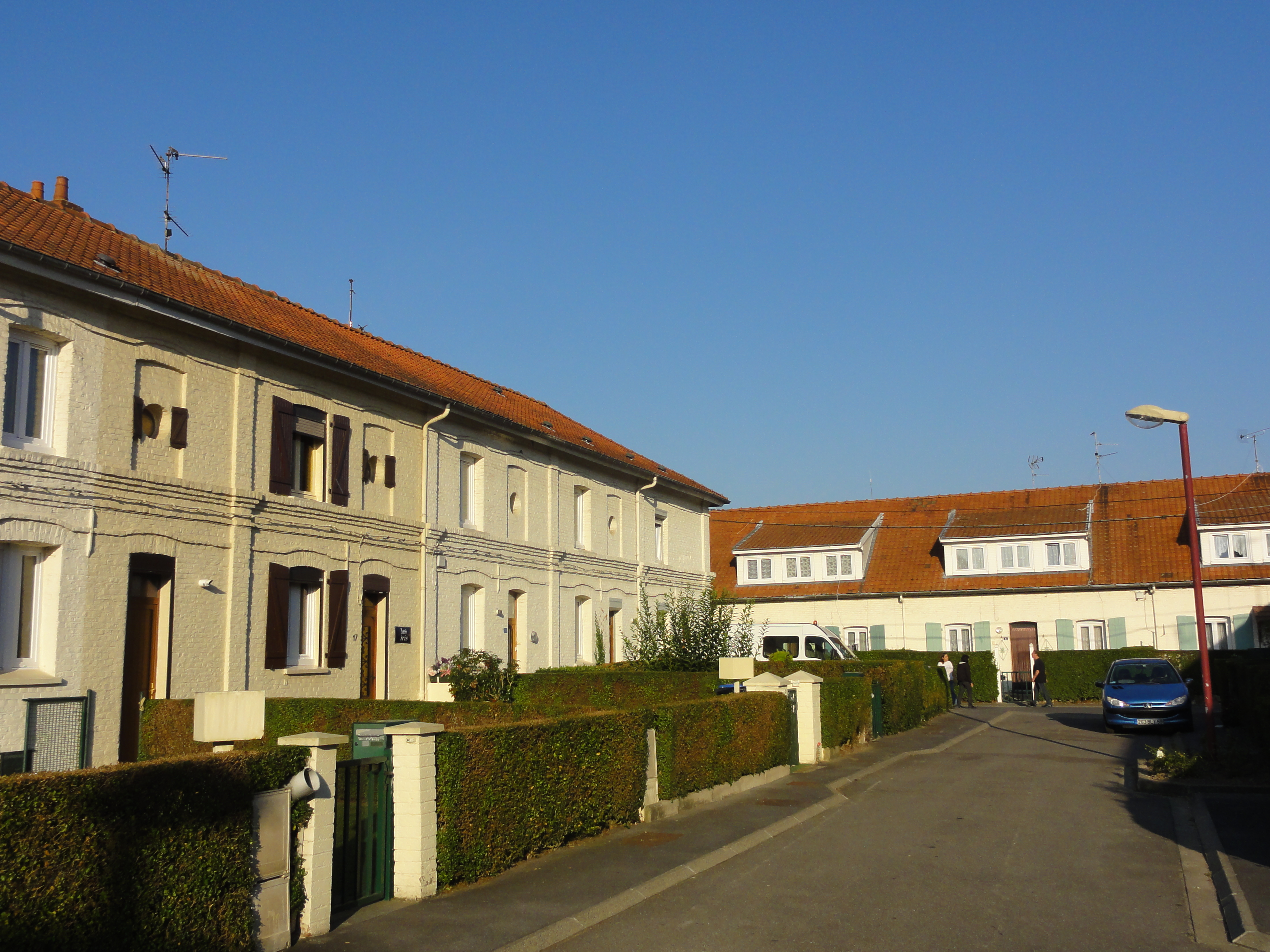
Insediamenti del pozzo La Sentinelle.

I villaggi minerari più antichi, ancora conservati, sono quelli del pozzo La Sentinelle, anch'essi registrati nei monumenti storici il 1º dicembre 2009. Nel 1825 furono costruite trentadue abitazioni di operai in due edifici principali, dietro il pozzo. Pochi anni dopo, alla prima serie di abitazioni se ne aggiunsero altre, tanto che si giunse ad avere 88 case, due forni per la cottura del pane e otto pozzi per l'approvvigionamento idrico. La Compagnie d'Anzin battezzò questa città "il nuovo mondo", ma venne rinominata "insediamento della chiesa" dopo che il pozzo fu trasformato in una chiesa nel 1853. Le abitazioni a due piani erano state preferite perché avevano una maggior ricercatezza decorativa rispetto alle altre, che erano di stile abbastanza comune. Questi insediamenti estesi formavano un'unità bipolare costruita su entrambi i lati della strada centrale del villaggio. Le case situate a sud-ovest, e ad ovest della chiesa di Sainte-Barbe, furono demolite intorno al 1975 per lasciare spazio a una piazza pubblica.

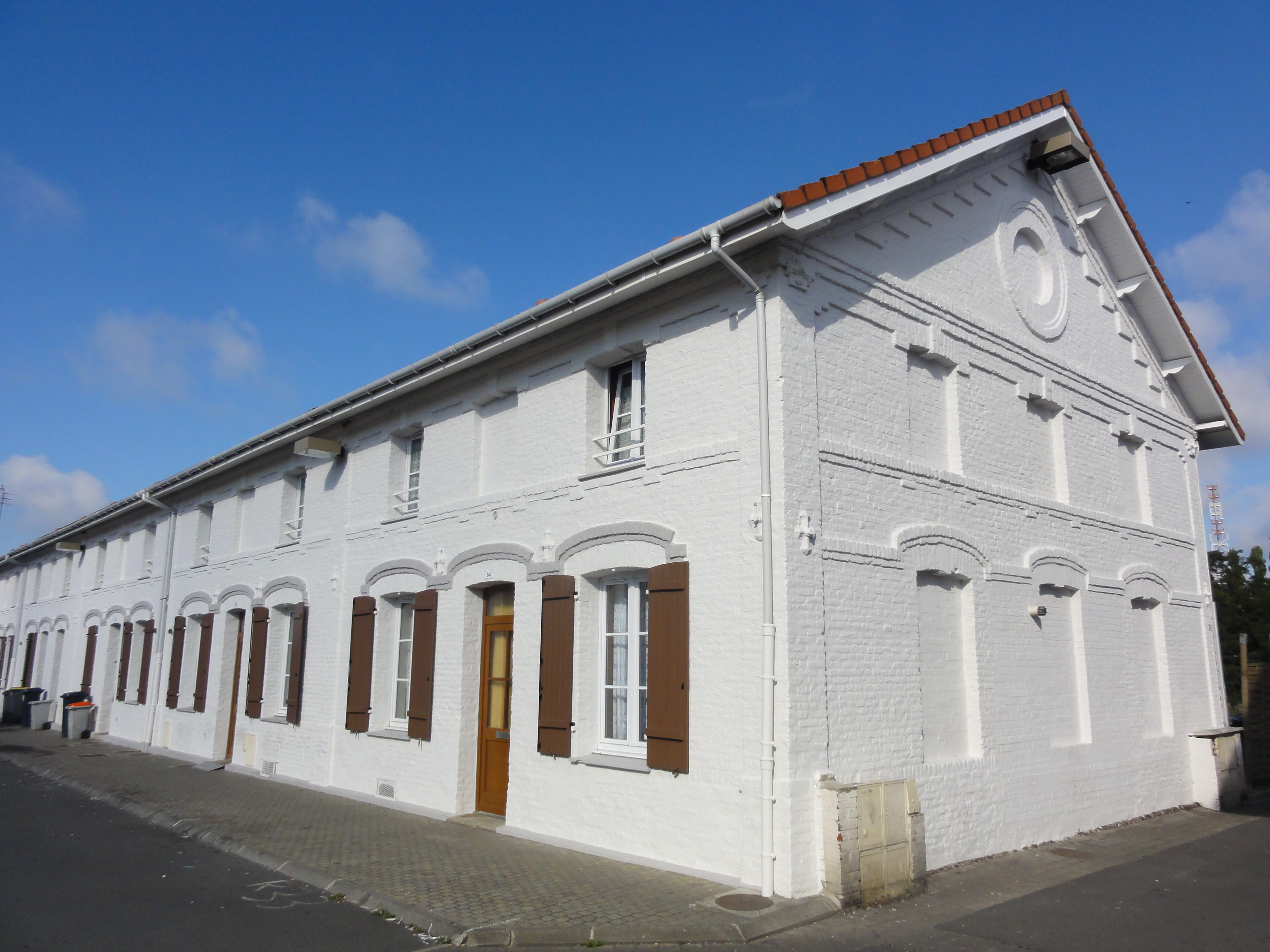
Uno dei sei edifici dell'insediamento 120.

La Compagnie d'Anzin presentò all'Esposizione Universale del 1867 il suo "Insediamento dei 120", composto da sei file di case a schiera allineate su 250 metri, tre verso Anzin e tre verso Valenciennes. All'epoca, questo tipo di costruzione si presentava come rivoluzionario e moderno. Ciascuna di queste file era composta da venti alloggiamenti costruiti a schiera. Le case erano circondate dai giardini, dai pozzi e dai servizi igienici. Erano costruite interamente in laterizio. Sulle facciate principali, gli architravi delle finestre erano ad arco e le porte erano evidenziate da una sporgenza in mattoni. Modanature in mattoni adornavano le facciate, le persiane erano in legno. I timpani, invece, erano più monumentali, a occhio di bue in mattoni, con frontoni triangolari, fasce sporgenti ripetitive e finte finestre. Queste case di tipo "Allodola" avevano una cantina, una stanza al piano terra e una camera da letto al piano superiore. Date le dimensioni ridotte di queste abitazioni, due abitazioni sono poi state unite in una durante i lavori di ristrutturazione.
Mentre l'architettura degli insediamenti si evolveva, l'estensione del bacino minerario oltre la concessione della Compagnie des mines d'Aniche proseguì dagli anni 1850 in avanti. Anche le nuove aziende dovevano affrontare la necessità di nuovi alloggi.

#### Gruppi di case o città lineare
Man mano che i pozzi crescevano sempre di più, le aziende dovevano adeguarsi per accogliere sempre più famiglie di minatori. Quindi comparvero le case a schiera, chiamate anche città lineari. Gli insediamenti erano quindi diversi, disposti paralleli tra loro e costruiti su una lunghezza maggiore. Potevano essere posizionati uniti sul retro o lungo una strada. Il criterio principale di questo piano di sviluppo era la redditività dell'uso del suolo, anche prima della posizione topografica.
Molte città di questo tipo esistono ancora nel bacino minerario nel XXI secolo. Nel Passo di Calais, a Gosnay, la città n 17a dei pozzi n. 1 - 1 bis delle miniere di Bruay (situate a Bruay-la-Buissière), è un perfetto esempio di cosa era la città lineare. A parte un insediamento lungo circa trenta metri, gli altri erano lunghi 138, 168, e 172 metri. I primi due avevano una facciata su strada, mentre gli altri due, uniti sul retro, erano circondati ai lati delle facciate principali dai giardini. La città no 16, annessa al pozzi 4 - 4 bis - 4 ter delle miniere di Bruay a Bruay-la-Buissière era costruita secondo questo principio. Da allora è stata parzialmente demolita, rinnovata e nuove costruzioni hanno sostituito quelle vecchie all'inizio del XXI secolo.
Altre società adottarono questo metodo di costruzione e a Drocourt, la Società mineraria di Drocourt costruì, vicino al pozzo n.1 diversi insediamenti di questo tipo, due dei quali lunghi 235 metri. Era anche possibile trovare questo tipo di villaggi minerari, lunghi oltre un centinaio di metri, nelle città dei pozzi n. 3 - 3 bis - 3 ter delle miniere di Liévin e più particolarmente in alcuni insediamenti della Compagnie des mines de Lens, compresi quelli dei pozzi n. 2 - 2 bis, 3 - 3 bis e 12.
Questi insediamenti furono costruiti in complementarità con altri tipi di abitazioni e, allo stesso tempo, anche alla fine del XIX secolo e fino all'inizio del XX secolo, ma anche dopo la prima guerra mondiale. Tuttavia, la configurazione delle case unite sul retro stava gradualmente scomparendo a favore delle case a schiera che evevano una facciata principale sulla strada e una posteriore sul giardino. Grazie a dieci file di case, l'insediamento della Piana vicino ai pozzi n° 1 - 1 bis - 1 ter delle miniere di Liévin consentì di ricostruire 184 case intorno al 1922. Nel XXI secolo, uno di questi insediamenti è stato demolito e altri due smembrati.
Alla fine del XIX secolo, Alfred de Folville stava indagando sulle "condizioni abitative in Francia". Descrisse le case nelle miniere come molto igieniche, perché costruite su un terreno rialzato e asciutto, al di fuori dei centri abitati, facili da ventilare, piastrellate, e a gruppi da sette a dieci case che avevano un pozzo per l'acqua potabile, un forno per il pane e servizi sul retro del giardino.

#### Città residenziale
All'inizio del XX secolo, le aziende miravano a "cancellare" le case a blocco, e per rendere più gradevoli le nuove abitazioni, inventarono la casa gemella; si trattava di un insediamento scomposto in serie di due abitazioni, aventi una facciata sul giardino e l'altra sulla strada, e comprendente due case gemelle sempre molto vicine tra loro, così che il termine di insediamento veniva conservato, come l'insediamento di Denain a Haveluy, vicino al pozzo di Haveluy delle miniere di Anzin. Oltre al fatto che queste abitazioni erano più adatte alle esigenze dei minatori, consentivano di contrastare il pericolo di cedimento delle miniere, sempre più frequente. 
Le strade sulle quali erano costruite queste case potevano anche essere fiancheggiate da alberi, come rue Chateaubriand a Lens, nelle città del pozzo 9 dalle miniere di Lens.

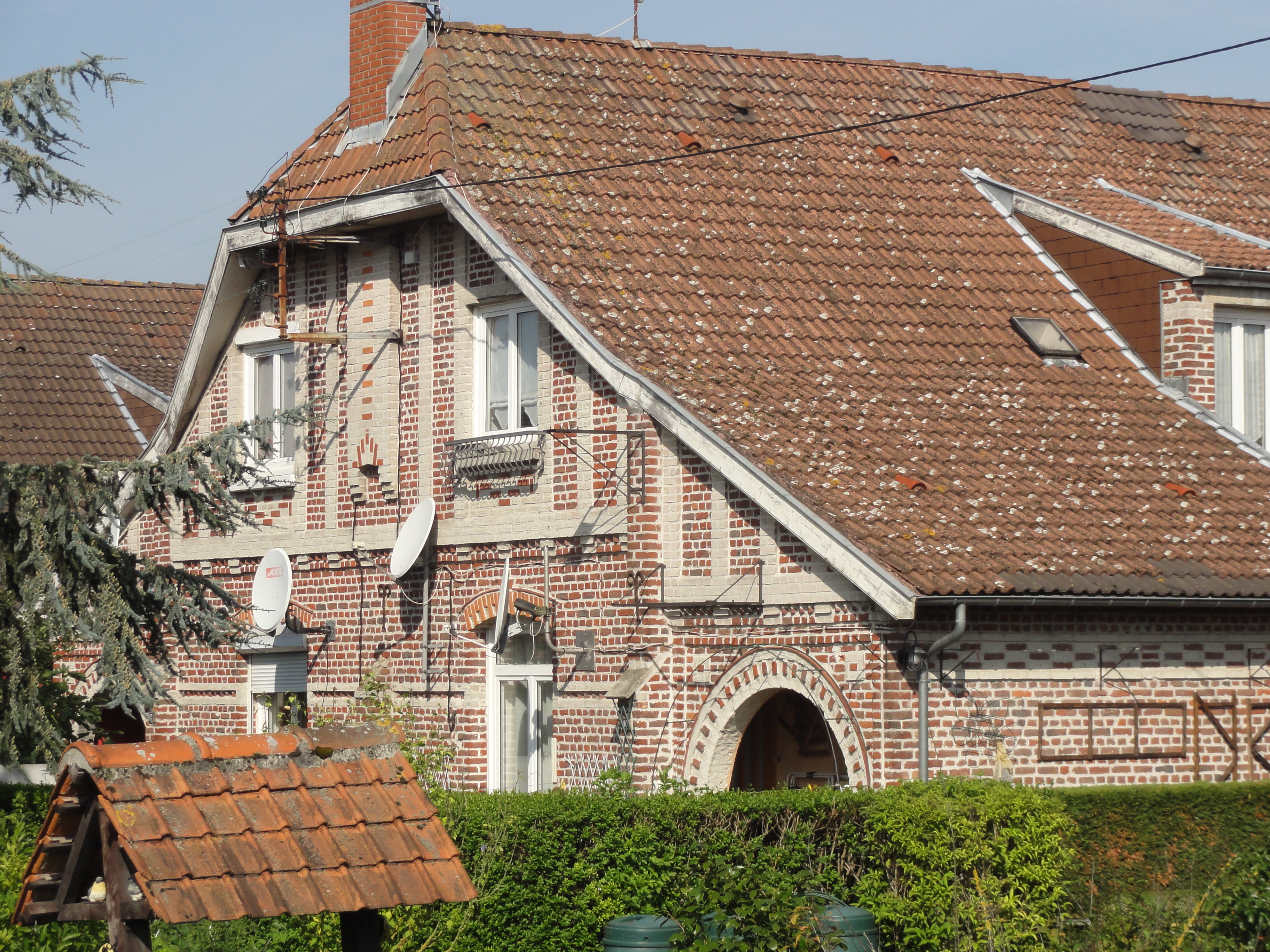
Casa dei lavoratori di tipo 4 nei comuni del pozzo De Sessevalle delle miniere di Aniche a Somain.

La Compagnie des mines d'Aniche stava inventando una nuova tipologia abitativa identificabile grazie al suo ingresso a forma di mezzaluna in mattoni, denominata "casa operaia di tipo 4". Aveva costruito queste abitazioni raggruppate per quattro, per ogni blocco, nelle città dei pozzi di De Sessevalle, Notre-Dame e Barrois. I frontoni si trovavano di fronte alla strada. Durante i lavori di ristrutturazione, alla fine del XX secolo, i tetti di queste case sono stati rifatti in minima parte, così che i dettagli sono stati rimossi. Più in generale, gran parte degli alloggi di questa azienda sono raggruppati in blocchi di quattro.
Mentre gli appezzamenti abitativi degli insediamenti avevano un giardino di 8 000 m2, queste nuove case avevano appezzamenti di 2 ettari. Anche le altre società stavano iniziando a costruire complessi residenziali suburbani, con una grande varietà di alloggi. Così, nelle città del pozzo di Thiers, ad esempio, la Compagnie des mines d'Anzin aveva costruito case gemelle di ogni tipo. Alcune erano allineate sulla strada, altre raggruppate a due o anche a quattro (come nelle città del pozzo di Arenberg) al centro di diversi appezzamenti.
Dal 1905 al 1914 si svilupparono grandi città, con più di seicento abitazioni e duemila abitanti. Erano generalmente distanti dai centri urbani dei comuni e di conseguenza avevano una chiesa, un asilo nido, una scuola per ragazze e una per ragazzi e anche un dispensario. Alcune città avevano anche un consultorio per neonati, uno stadio e una scuola familiare.

#### Città giardino
Nel 1898 Ebenezer Howard pubblicò un trattato di architettura e urbanistica chiamato Garden-city of tomorrow, l'idea era quindi quella di avvicinarsi alla natura, in particolare costruendo strade tortuose, in mezzo alla vegetazione, seguendo un principio vicino al giardino all'inglese. Benoît Lévy riprese questo concetto nel 1904 ma, con una grande differenza, riteneva che queste città giardino non dovessero essere costruite intorno alle città, ma alle fabbriche, e che i produttori dovessero finanziarle e costruirle da soli.
Si rivolse quindi ai leader delle compagnie minerarie e la Compagnie des mines de Dourges costruì diverse città seguendo questo modello nel 1909, a Hénin-Beaumont. La Compagnie des mines de Béthune costruì la Cité des Jardins nel 1911 a Grenay.

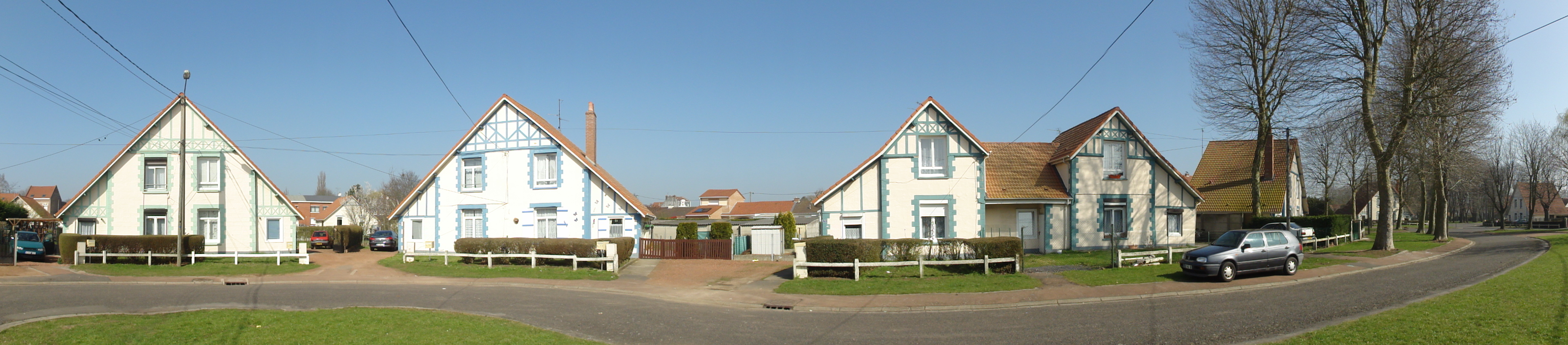
La città giardino è stata costruita per i pozzi n° 2 - 2 bis della Compagnie des mines de Dourges.

#### Prima guerra mondiale e ricostruzione

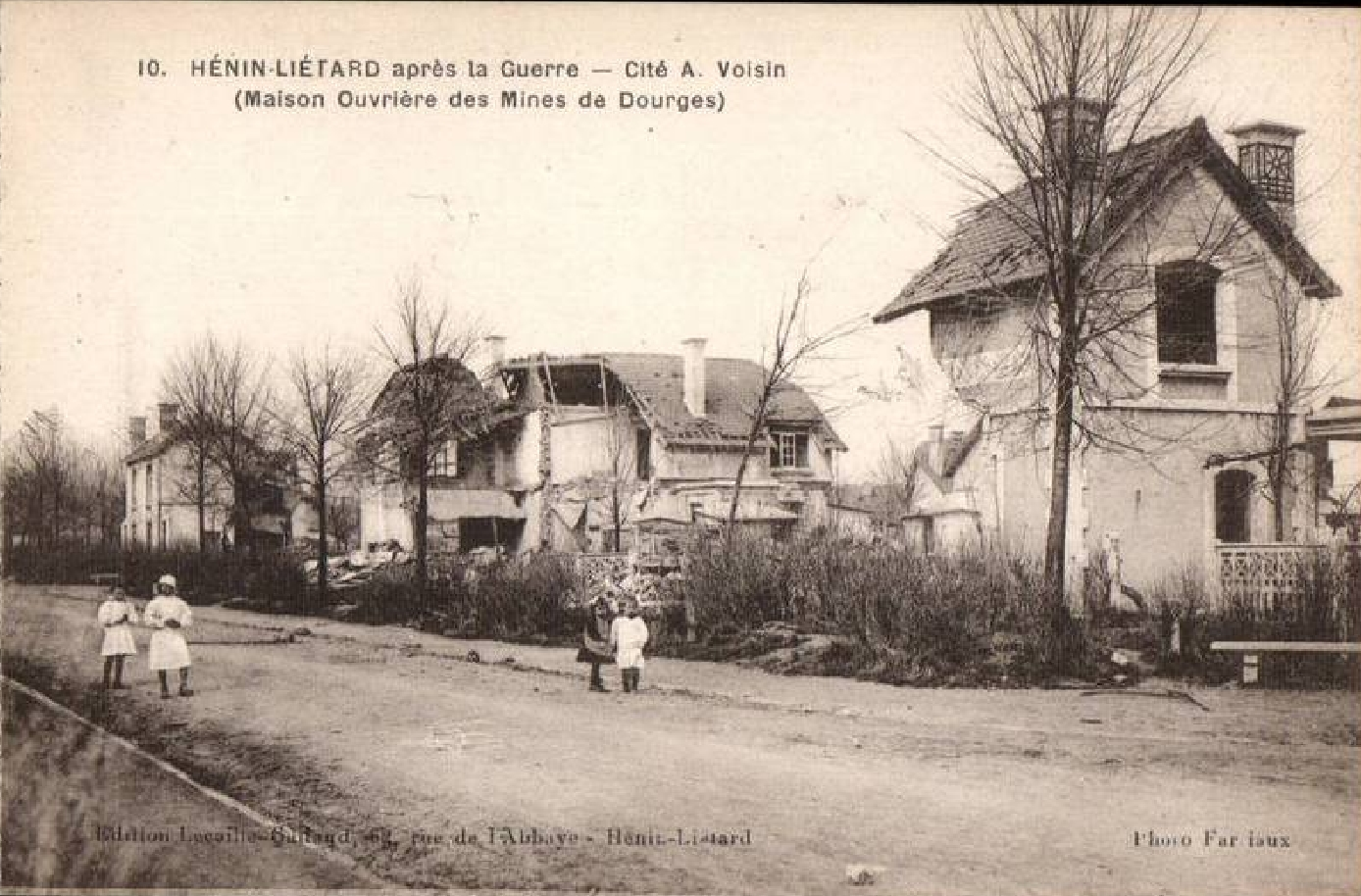
Una strada distrutta nella città di Armand Voisin dei pozzi n. 3 - 3 bis delle miniere di Dourges.

Durante la prima guerra mondiale, sia i pozzi che le città furono distrutte, oltre alle perdite umane che diedero origine all'ondata di immigrazione degli anni '20. I danni di guerra consentirono alle compagnie di ricostruire la maggior parte delle diciottomila case distrutte e delle altre dodicimila danneggiate. Inizialmente, le città furono ricostruite in modo identico, come le "Alouette" a Bully-les-Mines vicino ai pozzi n. 1 - 1 bis - 1 ter delle miniere di Béthune.
In secondo luogo, le città vennero costruite in modo diverso. Quelle dei pozzi n. 1 - 1 bis delle miniere di Nœux erano radiocentriche, la linea delle strade rappresentava un arco di cerchio. Le città del nuovo pozzo n. 8 - 8 bis delle miniere di Dourges erano molto estese e non contigue ai pozzi.

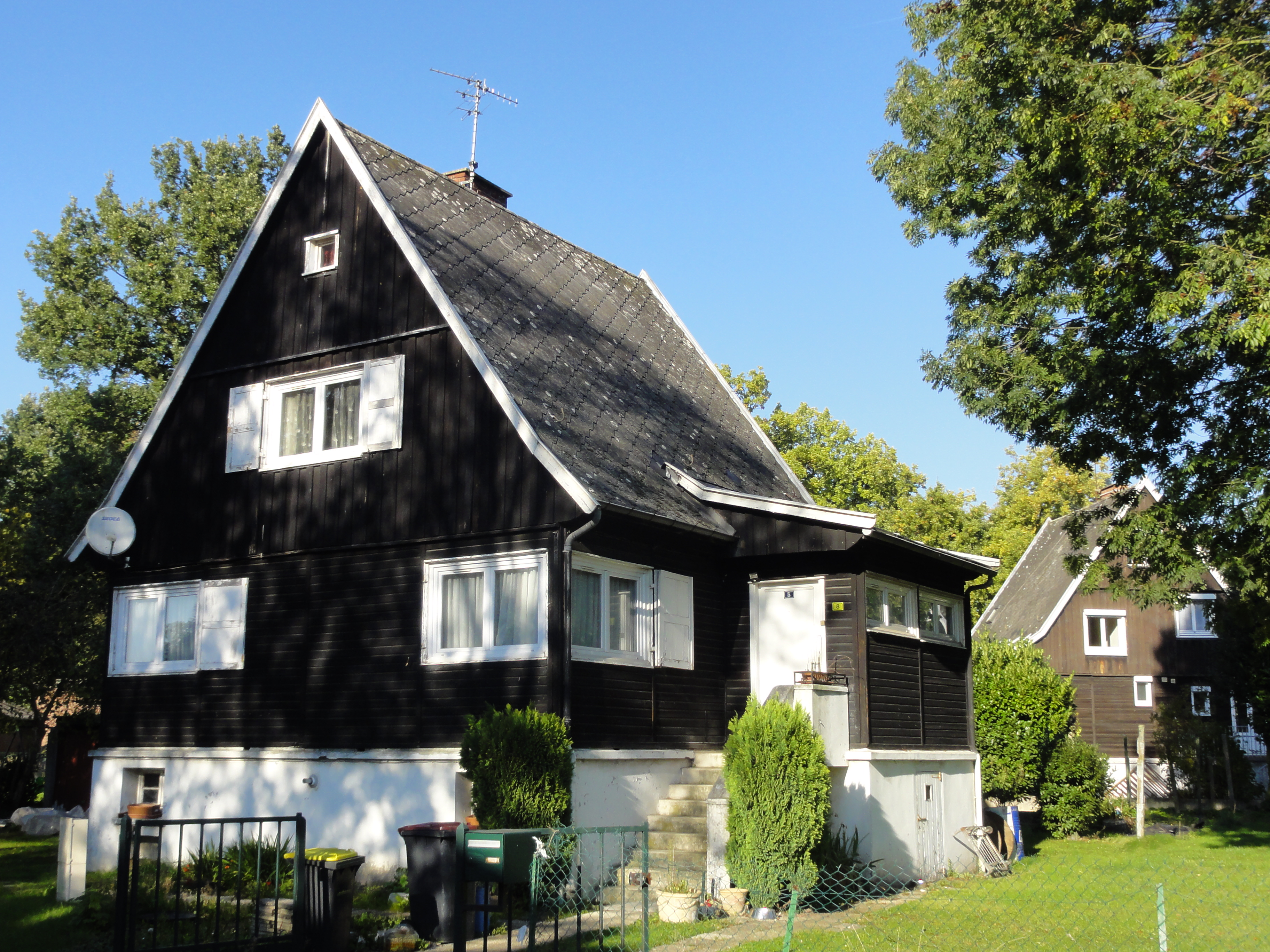
Un cottage nelle città del pozzo n. 2 dalle miniere di Ostricourt a Libercourt.

La Compagnie des mines de Dourges innovò ancora una volta nel 1922 quando costruì la città Foch a Hénin-Beaumont, vicino ai pozzi n. 2 - 2 bis, ad ovest della linea che va da Lens a Ostricourt: le abitazioni erano raggruppate a due, tre o anche a quattro ed erano costruite con blocchi di cemento, verniciati di bianco. I timpani si affacciavano sulla strada e i motivi davano l'impressione che un graticcio formasse la struttura della casa. Lo stile architettonico era quindi l'opposto delle tradizionali costruzioni in mattoni. Questo stile era stato poi ampiamente adottato dalla Compagnie de Dourges per le sue città. La ricostruzione fu completata nel 1925.
Alcuni pozzi erano ancora aperti alla fine degli anni 1920 e negli anni 1930, ma le città costruite per l'occasione non offrivano vere novità, a parte nuovi modelli abitativi. Durante la seconda guerra mondiale, le città furono subirono pochissimi danneggiamenti. I danni di guerra venivano pagati sotto forma di risarcimento materiale. In alcune città vennero installate abitazioni prefabbricate provenienti dall'Austria. Costruite in legno e simili a chalet, poggiavano su fondamenta e zoccolo in muratura. Le facciate erano in listoni e il tetto era costituito da due falde sporgenti. Si possono trovare, in particolare, nelle città del pozzo n. 2 dalle miniere di Ostricourt a Libercourt.

#### Città post-nazionalizzazione

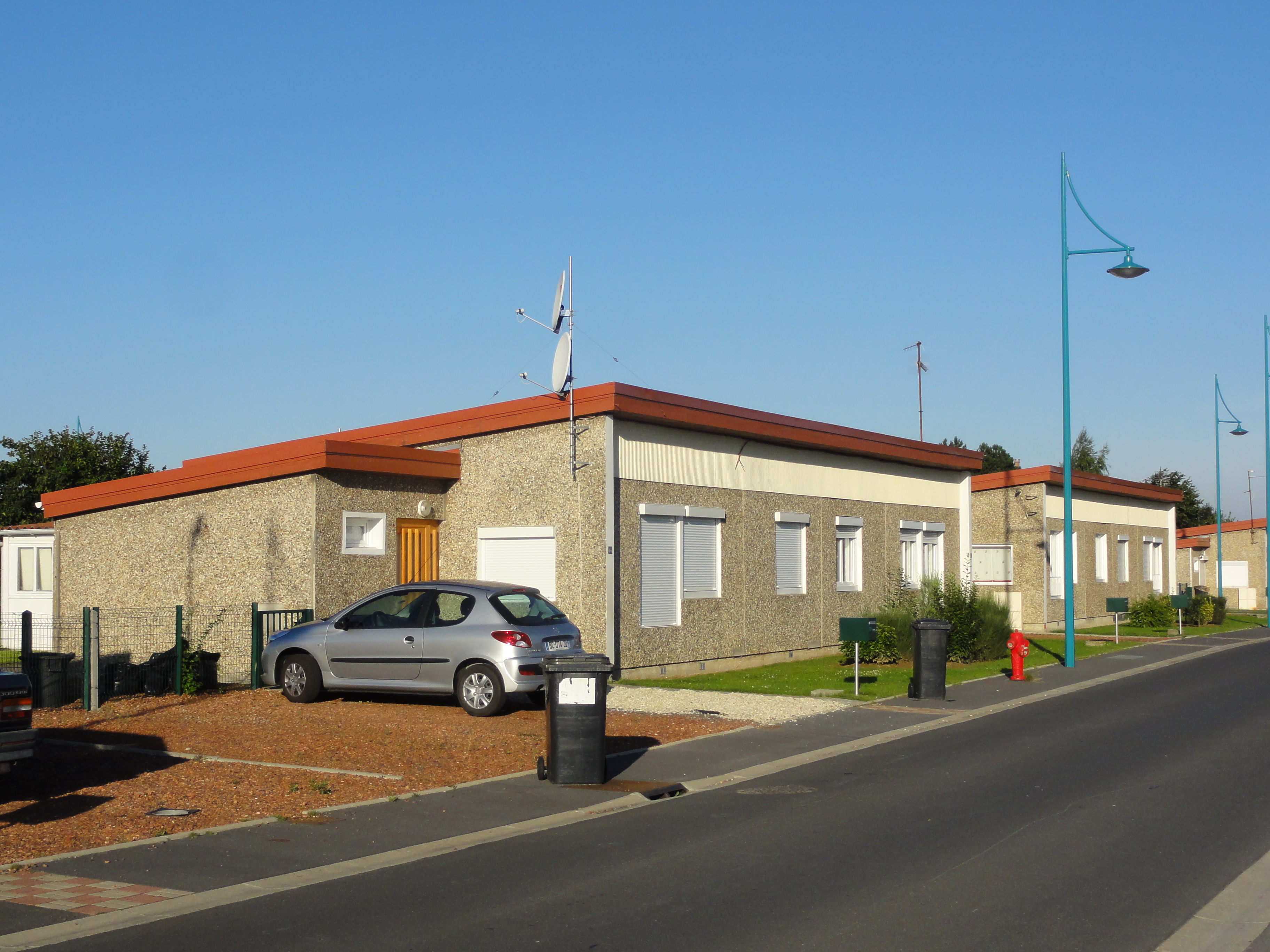
Ristrutturato "Camus basso" nelle città del pozzo Vuillemin delle miniere Aniche a Masny.

Con lo statuto del minatore del 15 giugno 1945, la professione venne unificata sotto un unico regolamento, mentre prima ogni azienda aveva le proprie regole. L'articolo 23 stabiliva la concessione di un alloggio gratuito ai minatori, nonché ai pensionati e alle loro vedove. L'abitazione rappresentava una prestazione in natura, mentre in precedenza pagavano alle società un canone simbolico che veniva trattenuto loro dalla paga. Le diciannove società rimanenti nel bacino minerario vennero nazionalizzate nel maggio 1946 e divennero un'entità, le miniere di carbone del Bassin du Nord e Pas-de-Calais. Questa era una delle divisioni di Charbonnages de France ed era suddivisa in nove gruppi.
Fino ad allora, ogni azienda aveva i propri modelli abitativi. Da allora in poi, le decisioni erano centralizzate e vennero costruite nuove abitazioni indifferentemente su ogni concessione. I capi erano guidati dalle dottrine moderniste della Carta di Atene.

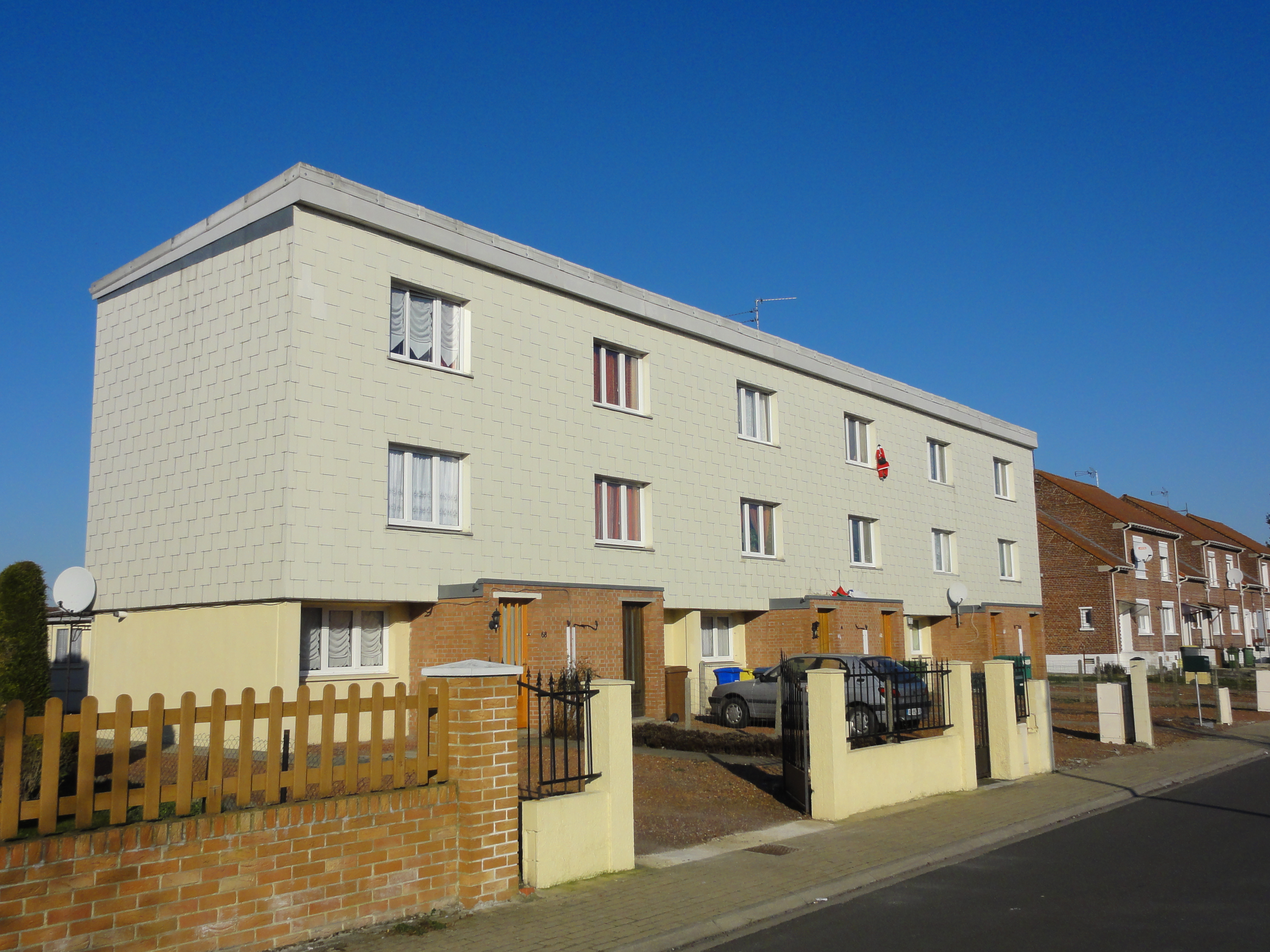
Un "Camus alto" ristrutturato (isolamento dall'esterno), nelle città del pozzo di Bonnel delle miniere di Aniche a Lallaing.

Di fronte all'evidente mancanza di alloggi necessari ad ospitare le famiglie dei minatori per far fronte all'aumento della produzione, venne adottato il sistema di prefabbricazione "Camus". Era una casa i cui elementi erano prefabbricati negli stabilimenti e poi assemblati in loco. Esistevano due tipi principali di Camus: il "Camus basso", su un unico livello, sempre raggruppato per due abitazioni.
Il "Camus alto", disposto su tre livelli, si presentava come un piccolo edificio, liscio e bianco, che raggruppava da quattro a otto abitazioni. I tetti erano a terrazza e le finestre in metallo più larghe che alte. Al piano terra c'era un garage, mentre l'ingresso conduceva direttamente ad una scala che portava al piano primo, occupato dalla cucina e dal soggiorno. Le camere da letto si trovavano al secondo piano. Costruite economicamente, la maggior parte delle città con case "Camus alte" sono andate distrutte negli anni 1990 e 2000. Le ultime città "Camus alte" dei pozzi n. 6 - 6 bis delle miniere di Liévin sono state demolite il 19 febbraio 2011. Nel Nord, nel 2012, ne rimanevano una nelle città del pozzo Barrois a Montigny-en-Ostrevent, due ristrutturate nelle città del pozzo Bonnel a Lallaing e quattro nelle città del pozzo n. 9 delle miniere di Escarpelle a Douai.

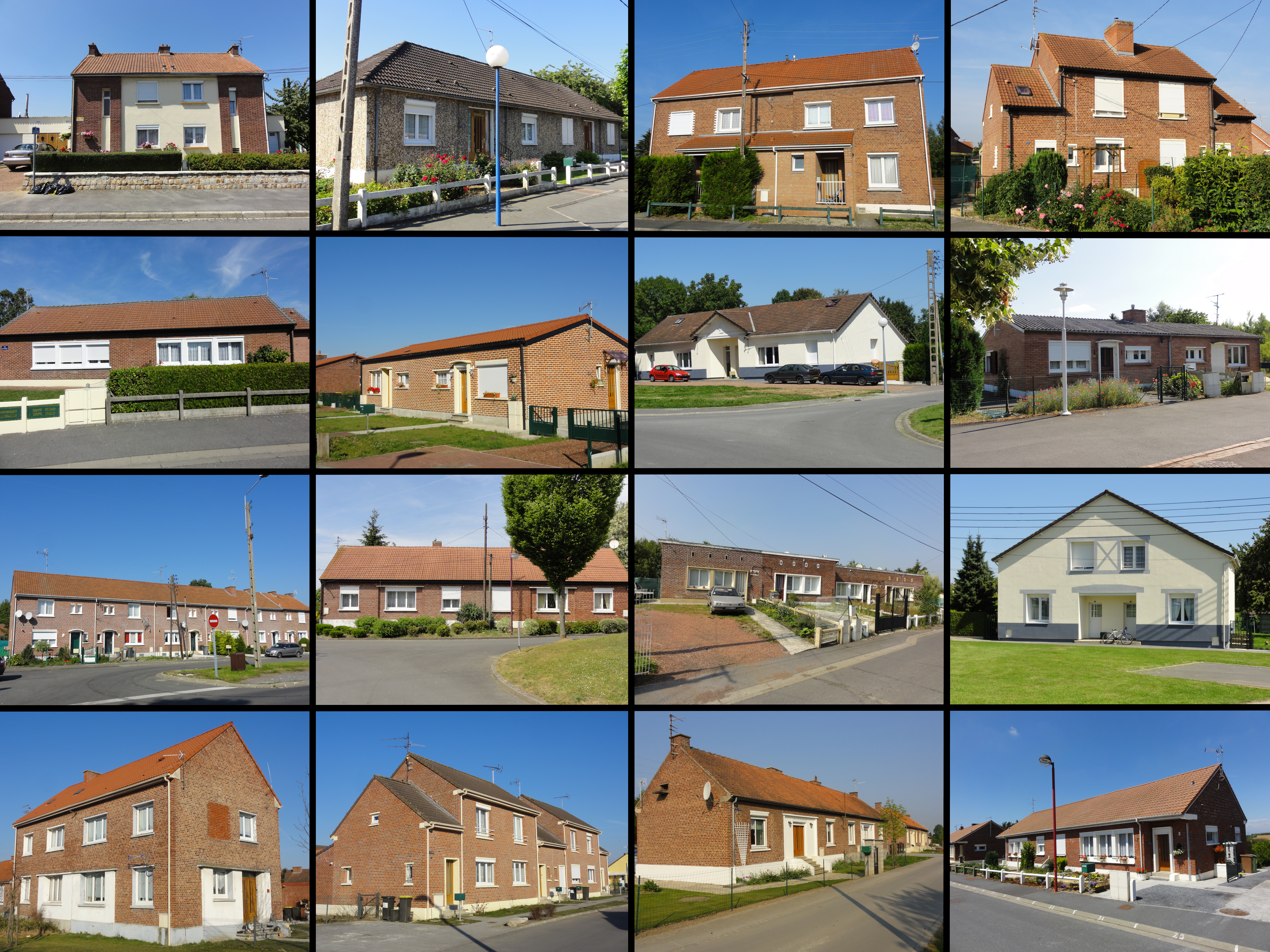
Panoramica dei diversi tipi di alloggi costruiti dopo la nazionalizzazione in tutta l'area mineraria.

Oltre alle case Camus, più di dodicimila unità abitative furono costruite dalle società minerarie tra il 1946 e il 1965. Queste erano costruzioni in mattoni, con linee pulite. Vennero costruite in aggiunta a città già esistenti o per formare nuove città.

#### Ristrutturazione e adeguamento del patrimonio
Le compagnie smisero di costruire nuove abitazioni alla fine degli anni 1960. Possedevano 116 000 alloggi di cui 8 000 baraccati, 22 000 costruiti da sé dopo il 1945 e 86 000 costruiti dalle aziende. Un quarto delle abitazioni risalivano a prima della prima guerra mondiale, metà al periodo interbellico e il resto a dopo la seconda guerra mondiale. Le case erano quasi completamente occupate da beneficiari attivi, pensionati e vedove. Ciò costituiva per la regione un patrimonio economico ma anche culturale.
Le aziende minerarie iniziarono quindi a ristrutturare queste abitazioni negli anni 1970. Quasi tutte queste abitazioni non avevano né acqua calda né fognature, né tubi del gas. Oltre il 75% di queste abitazioni ha ancora il bagno e i sanitari esterni.

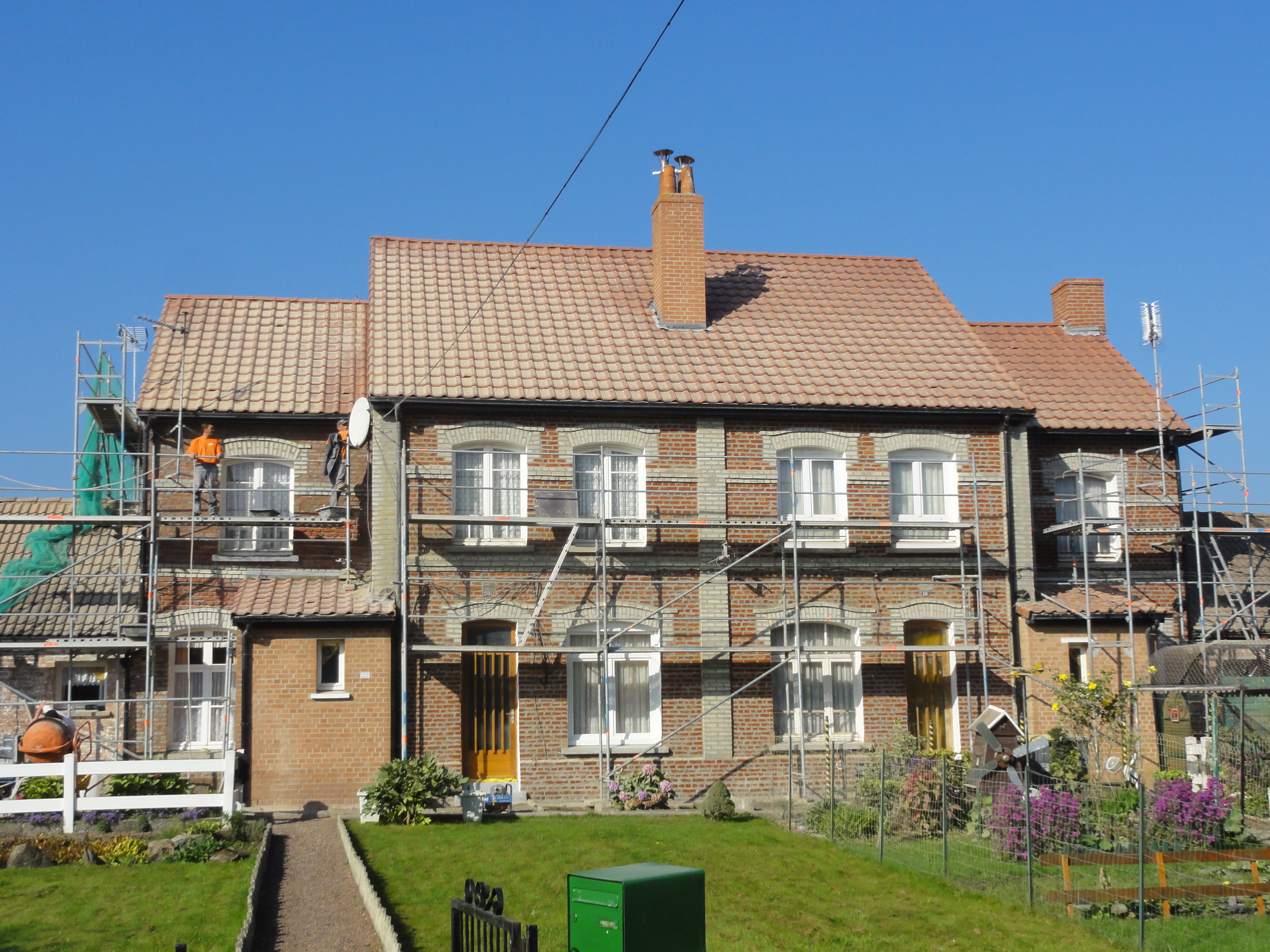
Case in fase di ristrutturazione a settembre 2011 nelle città dei pozzi n. 5 - 5 bis delle miniere di Bruay a Divion.

Le compagnie scelsero quattro città da sottoporre a ristrutturazione. In considerazione dei notevoli costi per le strade e le reti idrauliche e del gas, venne chiesto ai rappresentanti eletti localmente un'assistenza finanziaria da parte dello Stato. Nacque così GIRZOM, gruppo interministeriale per la ristrutturazione dell'area mineraria, che sovvenzionò integralmente la ristrutturazione di ottocentocinquanta chilometri di strade. Queste, inizialmente private, vennero trasferite al demanio comunale. I lavori di ristrutturazione degli alloggi, avvenuti negli anni 1970, furono piuttosto sommari, poiché si trattava di fornire un minimo di comfort; il lavoro svolto negli alloggi occupati, inoltre, era di esclusiva responsabilità delle aziende. Negli anni 1980 i benefici sono migliorati, grazie all'intervento finanziario dello Stato. Contemporaneamente a questi lavori di ristrutturazione, molte case furono demolite.
Il 31 dicembre 1985 venne creata la Soginorpa, una società immobiliare, facente capo alle aziende. Si trovò a gestire 92 290 unità abitative, in gran parte occupate da beneficiari, che doveva ristrutturare, gestire, e persino abbattere. L'azienda affittò a nuove persone estranee alle miniere, quindi dieci anni dopo, più di un terzo delle unità erano occupate da inquilini. Alla fine del 1994 Soginorpa gestiva 74 670 alloggi di cui 41 813 ristrutturati.

### Cumuli di scorie

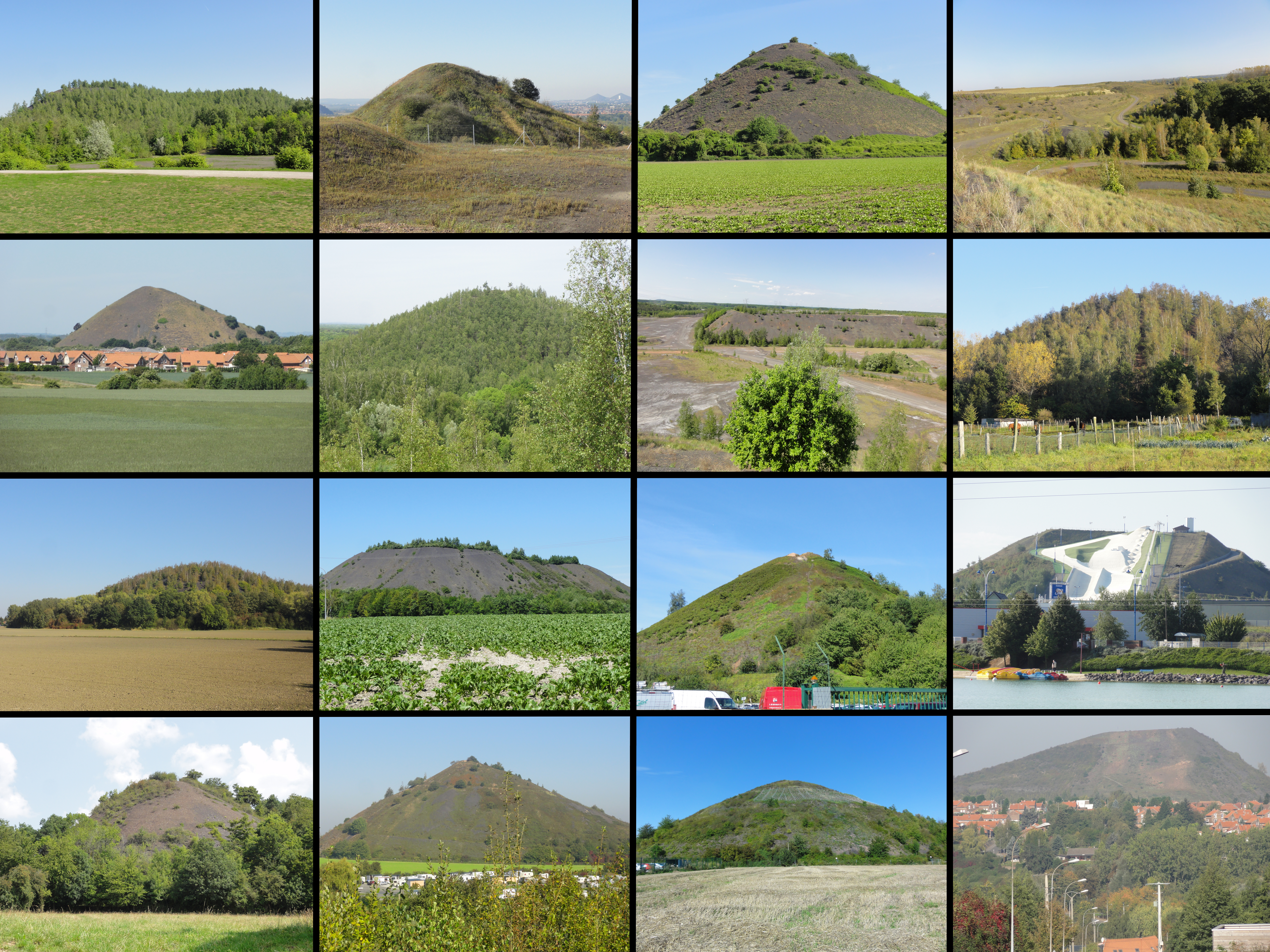
Alcuni importanti cumuli di scorie dei bacini minerari: n° 196, 84, 153, 115 (prima fila in alto) n° 49, 175, 144, 108 (seconda fila), n °107, 58A, 162, 42 (terza fila) e n° 244, 10, 9 e 14 (quarta fila).

Nelle miniere di carbone del Bacino del Nord e del Passo di Calais era stato assegnato un numero a ciascun sito per identificarlo e per sfruttare commercialmente gli scisti. L'elenco principale includeva cumuli di scorie numerati da 1 a 202 fino al 1969. Negli anni 1970 fu creato un elenco complementare per identificare i siti che potevano essere sfruttati, dal numero 203 al 260. In questo modo sono stati ufficialmente elencati 339 cumuli di scorie. Alcuni siti aggiuntivi o satellitari hanno una lettera, il che spiega perché la numerazione arriva solo fino a 260.
Ogni sito, ad eccezione del n° 254, ha un nome comune, a seconda del pozzo, del lavatoio o della centrale da cui dipendeva, o della località in cui si trovava. Alcuni cumuli di scorie si trovavano insistenti in più comuni. La Chaîne des Terrils svolge un ruolo importante nella protezione e promozione di questi cumuli di scorie.

#### Tipi diversi
A seconda del periodo, della natura del suolo, delle aziende o di altri fattori come il prezzo dei terreni, c'è una grande diversità di cumuli di scorie e delle loro forme. I primi tre tipi di cumuli sono in maggioranza.

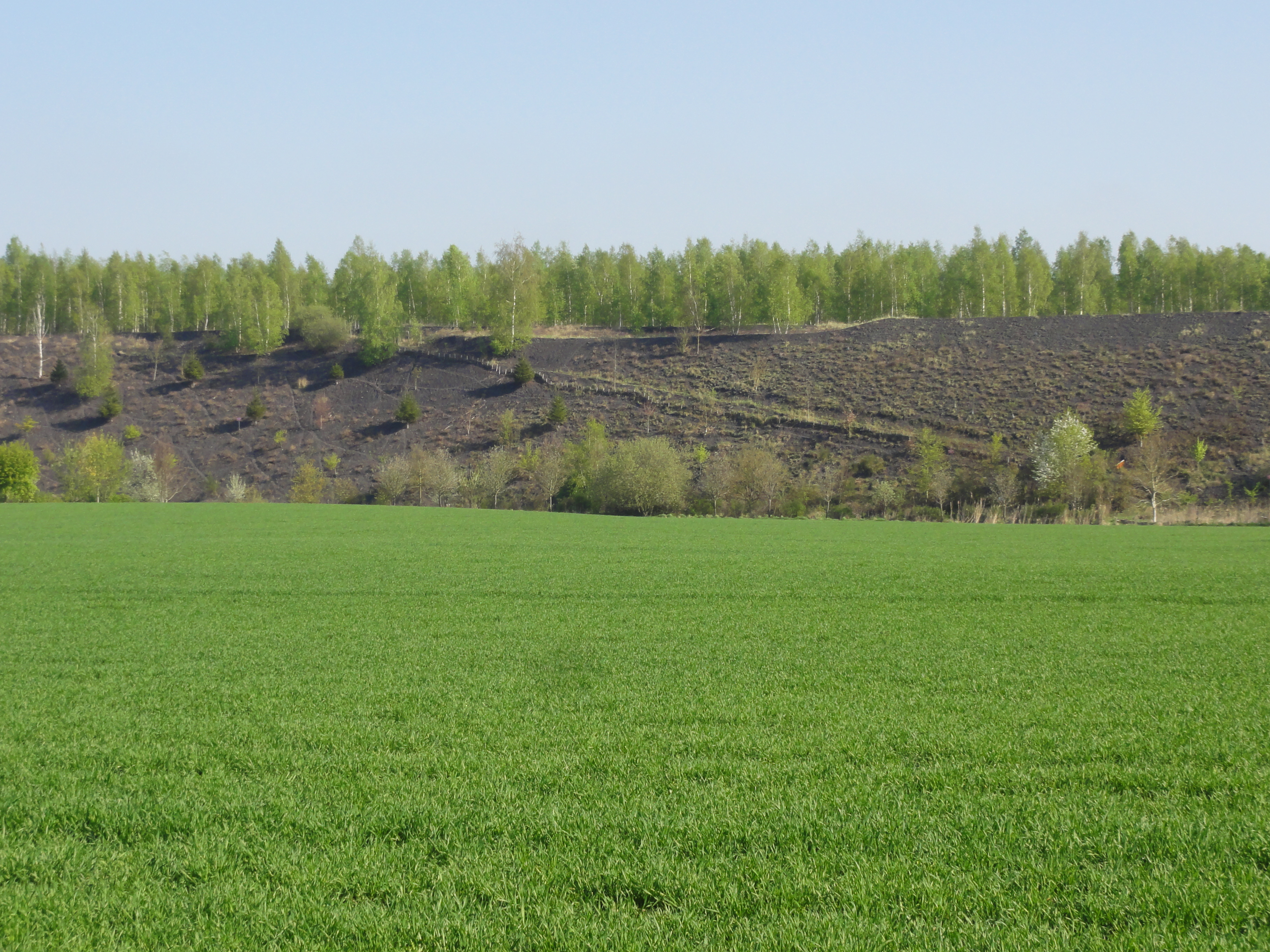
Un mucchio piatto relativamente recente: Germinies Nord, a Flines-lez-Raches e Marchiennes.

##### Cumuli piatti
I cumuli di scorie piatti furono costruiti principalmente nel XVIII e XIX secolo, poiché i mezzi meccanici ed energetici erano modesti. Questi cumuli sono lunghi da cento a trecento metri, alti da dieci a trenta e il loro volume non supera un milione di m3. La loro superficie è, per i più antichi, irregolare, perché sono stati costruiti dal ribaltamento di carri trainati da cavalli.
Altre discariche piatte furono costruite nel XX secolo nella valle del fiume Scarpe, come la n° 144, Rieulay, costruita principalmente dai pozzi di Sessevalle e Lemay, e la n° 143a, a Germinies Nord, derivante dallo sfruttamento del pozzo Barrois e dei suoi pozzi concentrati. Nel Passo di Calais, la discarica n° 75, Pinchonvalles, venne costruita gestendo il lavatoio e i pozzi n. 6 - 6 bis e 7 - 7 bis delle miniere di Liévin riempiendo una valle incolta.

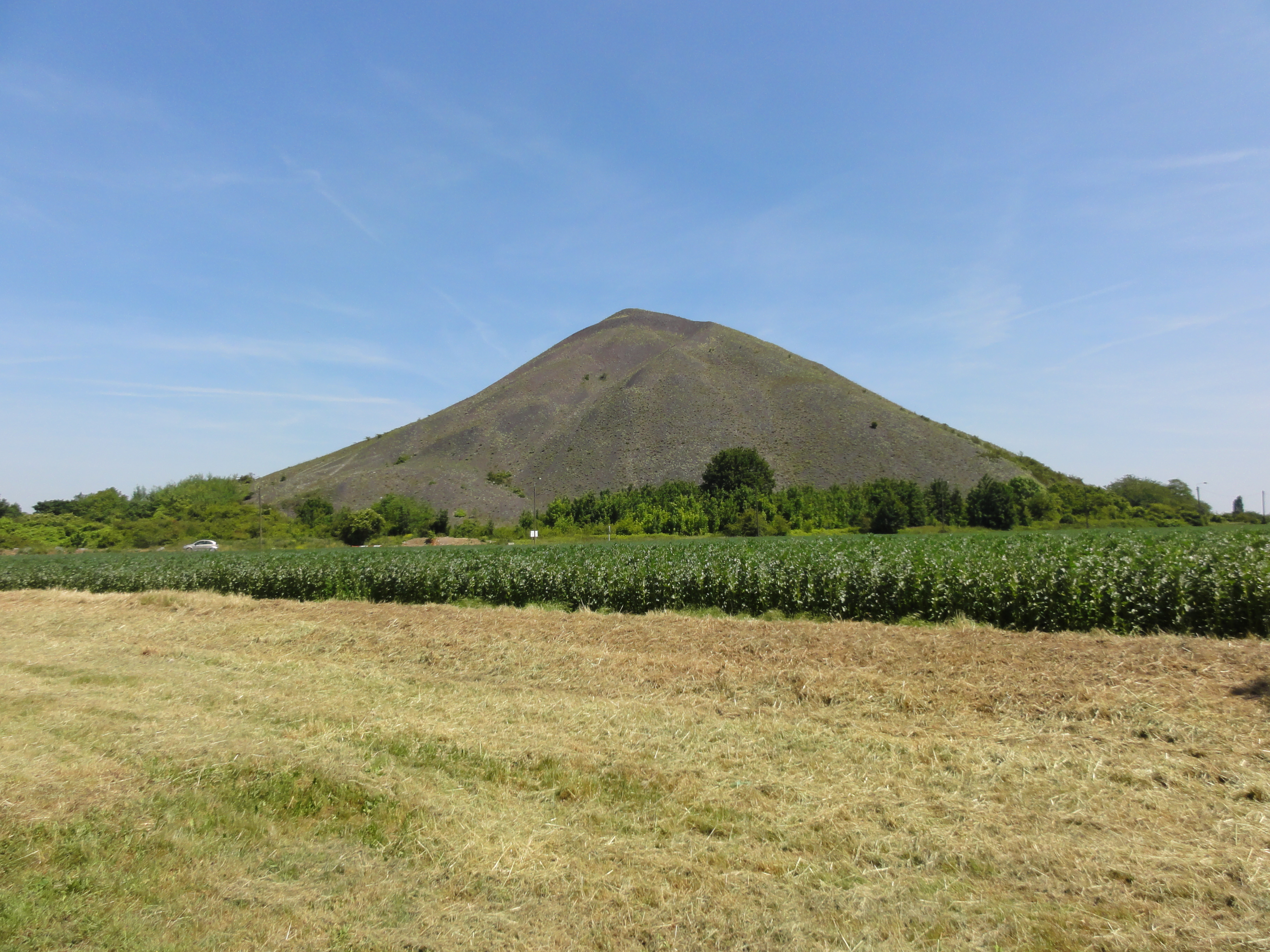
Le scorie del cumulo n° 93 North Courrières, dei pozzi n° 21 - 22 delle miniere di Courrières sono alte 90 metri.

##### Cumuli conici
L'evoluzione dei metodi di estrazione portò ad un sempre maggiore aumento dei rifiuti, mentre le tecniche di costruzione si stavano evolvendo. Un cono alto cento metri e da cento a duecento metri di base poteva immagazzinare da uno a tre milioni di metri cubi. Oltre a una maggiore velocità di smaltimento, le acquisizioni di terreni erano meno importanti e quindi meno costose nelle pianure agricole.
Nella regione del Nord, i cumuli del deposito n° 162, Renard (dal pozzo Renard delle miniere Anzin) e nº 153, Audiffret Sud (dal pozzo Audiffret-Pasquier), furono costruiti tramite una rampa. Nel Passo di Calais, i n° 97, 4-5 South Drocourt (dei pozzi n° 4 - 5 delle miniere di Drocourt), vennero realizzate mediante una funivia.

##### Cumuli di scorie moderni
Dopo la nazionalizzazione, alcuni pozzi vennero raggruppati per ottimizzare i costi di produzione. Questi pozzi erano anche dotati di moderni lavatoi. Questi grandi cumuli si estendevano su una superficie variabile intorno ai cento ettari e potevano contenere volumi di venti milioni di metri cubi. A questi cumuli di scorie vennero aggiunti bacini di sedimentazione di liquami.
Le discariche n° 116 e 117, 10 di Oignies, nacquero dalle operazioni del pozzo n° 10 del gruppo Oignies. Quelle n° 74 e 74A e il bacino di decantazione n° 74B derivarono dallo sfruttamento dei pozzi n° 11-19 dalle miniere di Lens. Le discariche n 2 e 3, 6 de Bruay Est e 6 de Bruay Ovest, sorsero dai rifiuti dei lavatoi e dei pozzi n° 6 - 6 bis - 6 ter delle miniere di Bruay e dai bacini di insediamento confinanti.

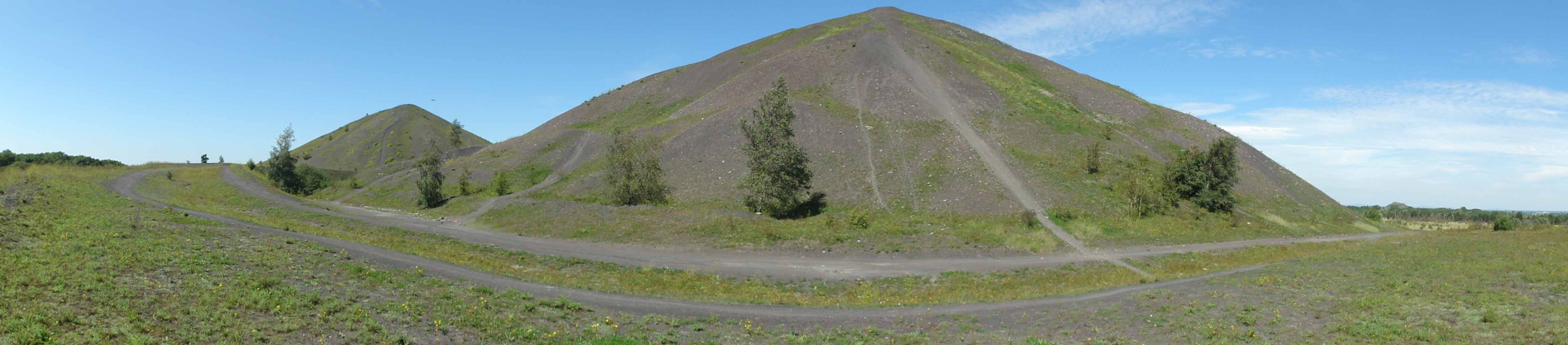
A Ruitz e Maisnil-lès-Ruitz, i n° 2 e 3 sono grandi cumuli di scorie moderne, che formano un insieme di due cumuli conici di scorie e diversi bacini di decantazione.

##### Cumuli di scorie di Cavaliers

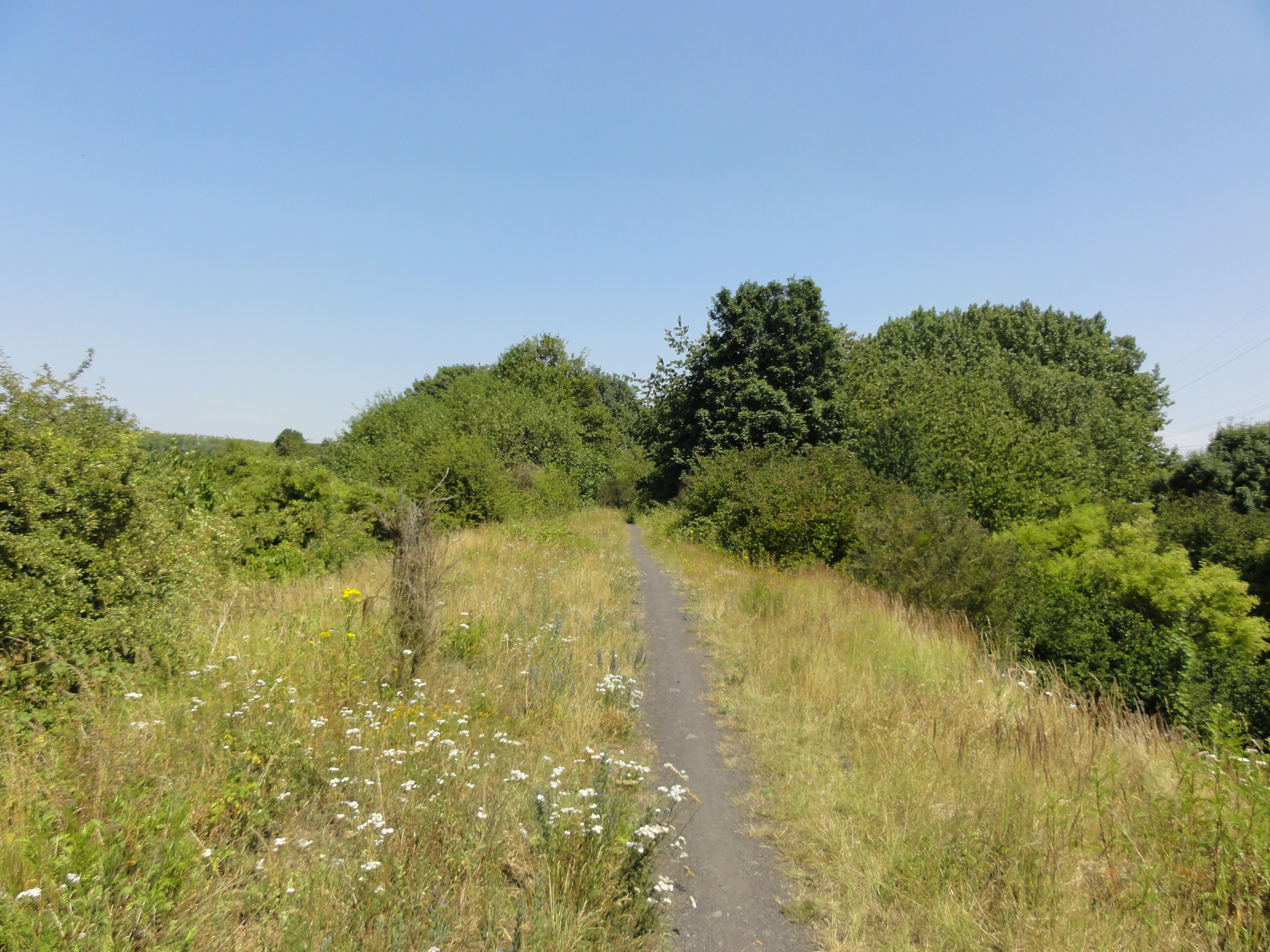
Cumulo n 213d, Cavalier de Roost-Warendin, ad Auby.

Affinché il trasporto ferroviario fosse ottimale, e quindi il più orizzontale possibile, vennero creati cumuli piatti, stretti e molto lunghi e su di essi vennero poste delle linee ferrate. Questo sistema permetteva anche di passare su strade o canali trafficati.
La maggior parte delle aziende utilizzava questo processo oltre alle trincee. La società mineraria Escarpelle ne aveva molti, in particolare per collegare i suoi pozzi alla sua rete n° 8 e 7 - 7 bis, nonché le sezioni occidentale e orientale della sua concessione.

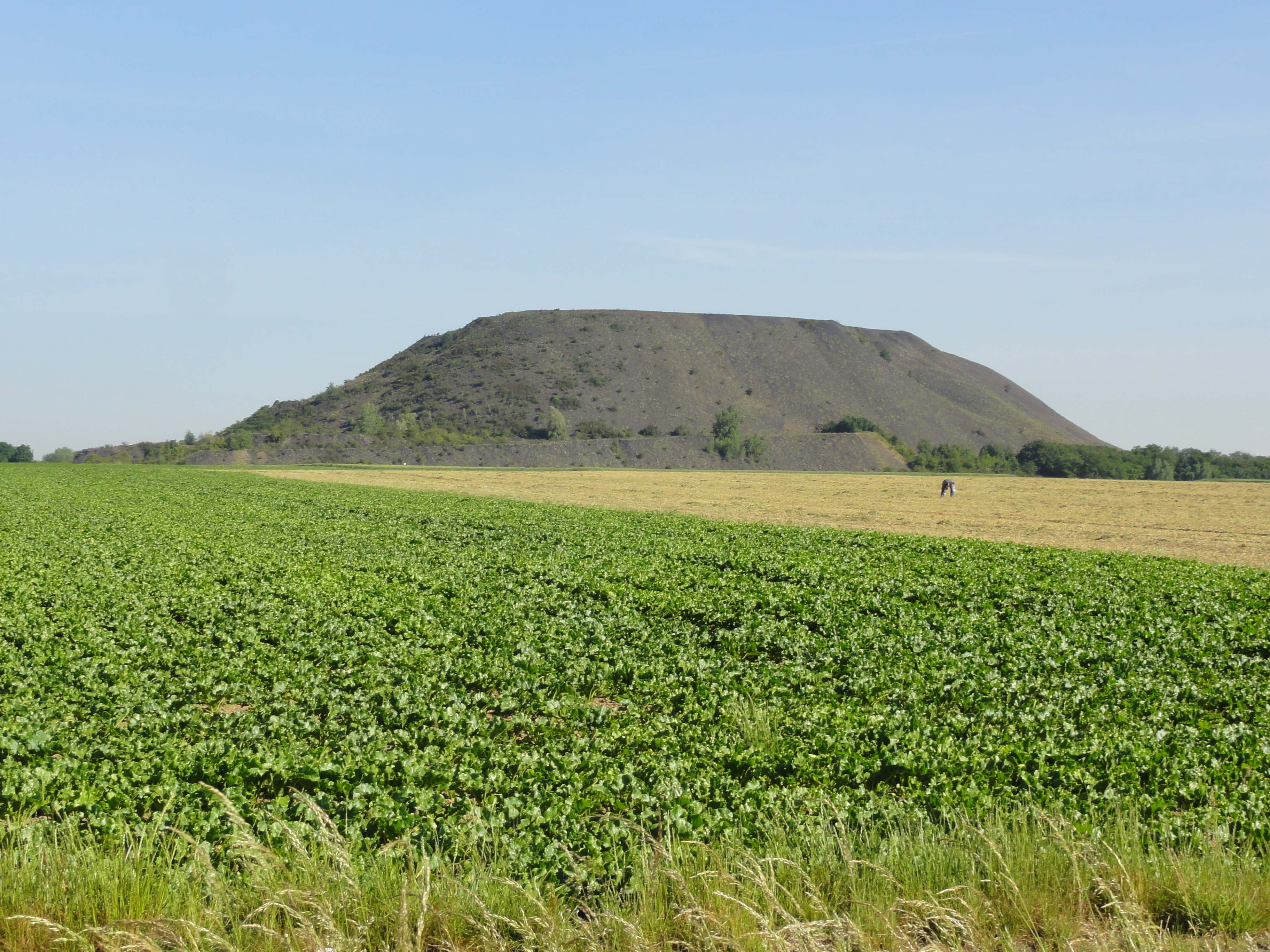
Cumulo troncato n 98, 24 a nord di Courrières, a Estevelles.

##### Cumuli troncati
Un cumulo di scorie troncato è un deposito la cui base è quella di un mucchio di scorie conico, ma la cui sommità è piatta.
Ciò è particolarmente vero per il n° 98, 24 North Courrières, derivato dai pozzi n° 24-25 delle miniere di Courrières, intatto, e del n 5, Lapugnoy, della Compagnie des mines de Marles a Lapugnoy.

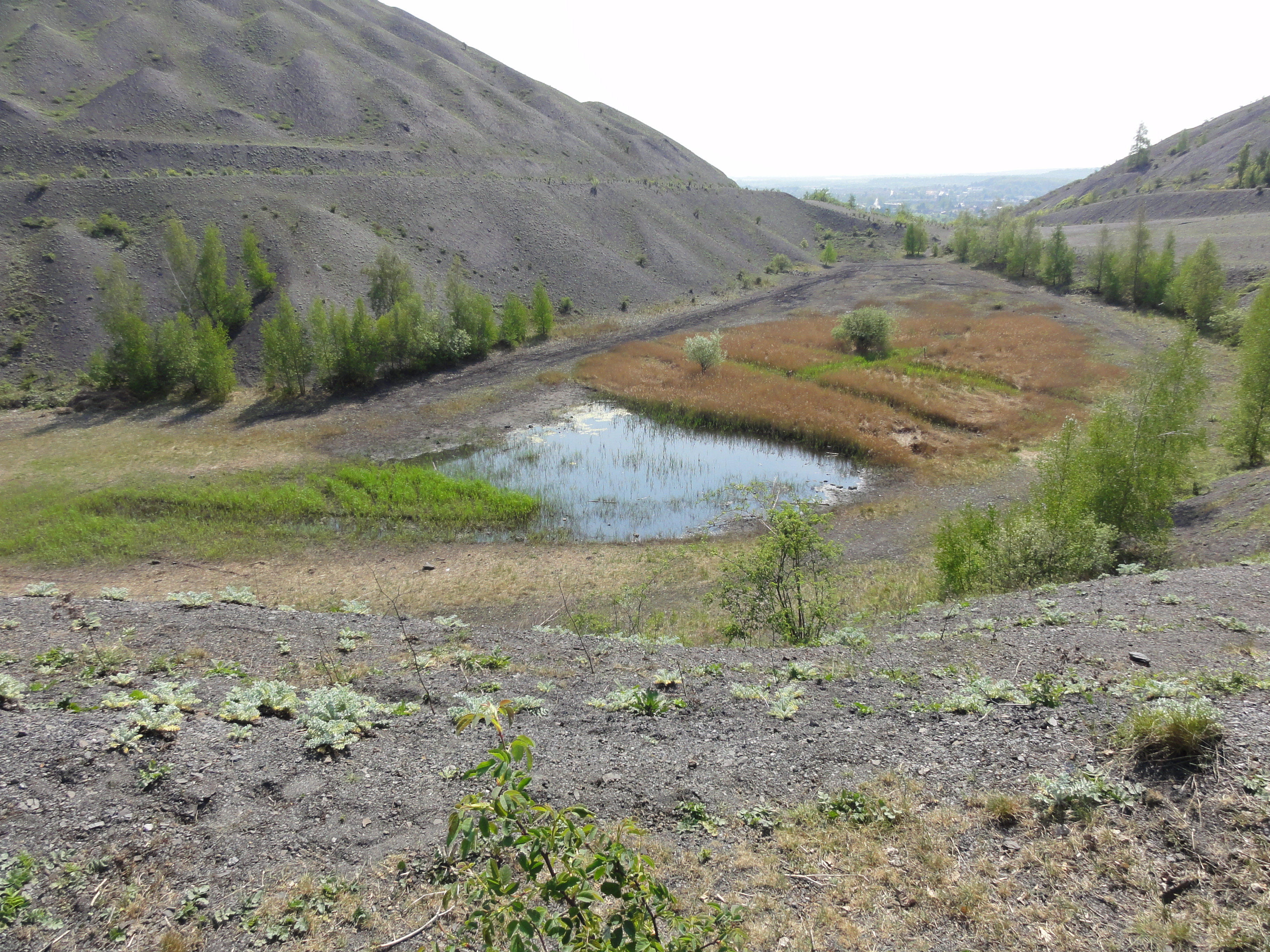
Le scorie del cumulo n° 74b, 11 - 19 de Lens Nouveau, è del tipo a bacino di decantazione.

##### Bacini di decantazione
I cumuli di scorie delle vasche di decantazione erano sempre piatti, e spesso annessi ai cumuli di scorie dei pozzi moderni e dei loro lavatoi.
Il cumulo n° 74B, 11-19 New Lens, dei pozzi n° 11 - 19 delle miniere di Lens a Loos-en-Gohelle era di questo tipo, si trova tra i cumuli di scorie coniche n. 74, 74A, 79 e 79A, gli ultimi due utilizzati. Il lavaggio di Fouquieres aveva il cumulo n 260. Anche gli stagni di decantazione erano uniti ai cumuli n° 110, 9 Dourges, dei pozzi n° 9-9 bis delle miniere di Dourges, e a nord-est del cumulo n° 2, 6 Bruay a est dei pozzi n° 6 - 6 bis - 6 ter delle miniere di Bruay, a Ruitz e Maisnil-lès-Ruitz.
Il cumulo n° 143, Germinies Sud, del pozzo Barrois delle miniere Aniche, a Pecquencourt e Lallaing, è un cumulo di scorie del bacino di decantazione che è stato convertito in un impianto sperimentale di trattamento delle acque reflue nel 1993.

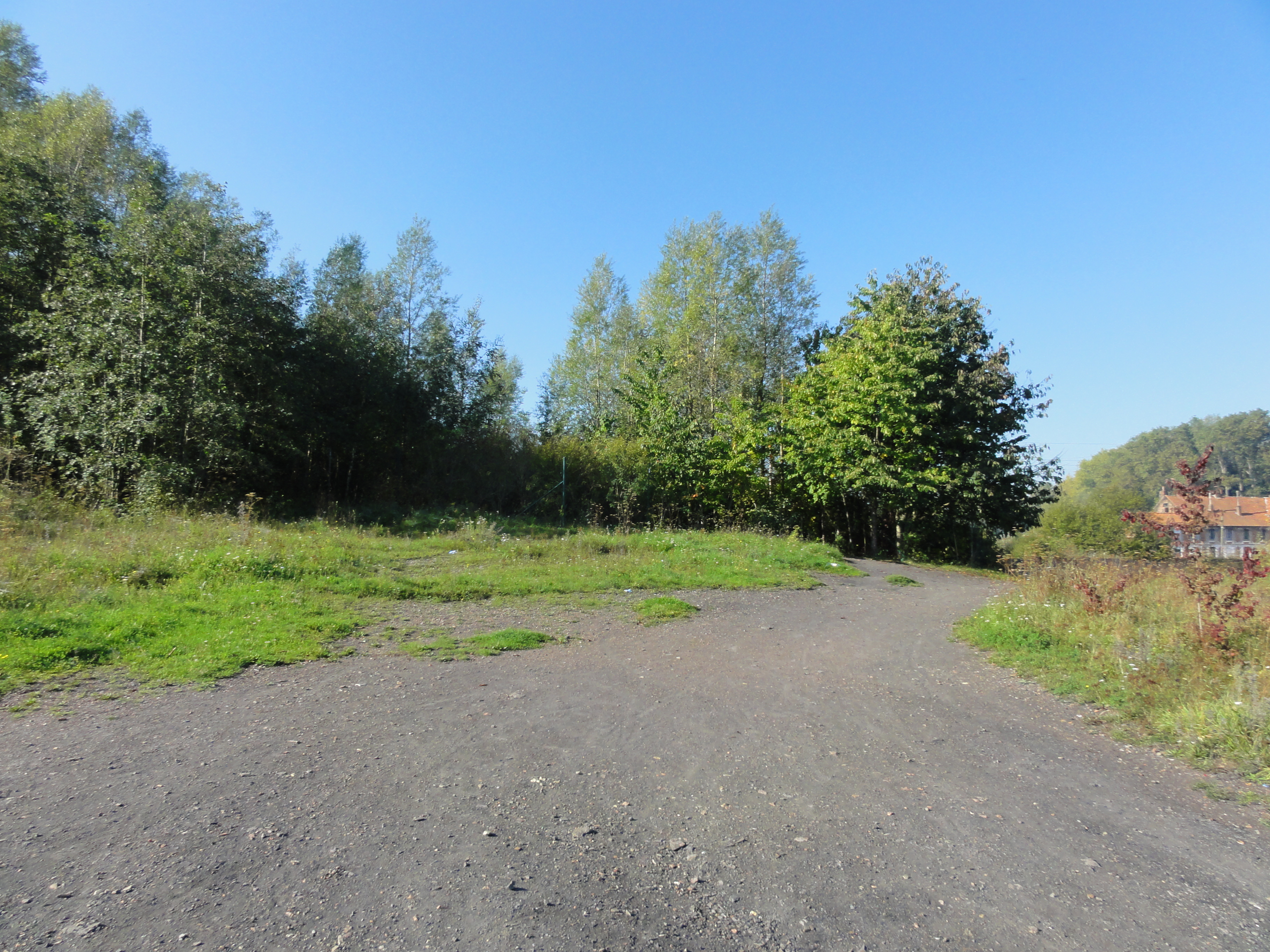
Le scorie del cumulo n° 259, centrale elettrica di Gosnay.

##### Piattaforme di scisto
Su piattaforme di scisto venivano realizzate, centrali termiche, cokerie, lavatoi e centrali idrauliche, questo in particolare permetteva di evitare allagamenti. Le scorie del cumulo n° 259, Centrale elettrica di Gosnay, della Compagnie des mines de Bruay a Gosnay e Bruay-la-Buissière, sono un esempio di questo tipo di cumuli di scorie utilizzate per costruire una centrale termica.

##### Cumuli di rifiuti specifici
Alcune discariche sono state realizzate con il riempimento di vecchie cave, come la n° 257 Sablière di Pinson in Raismes e la n° 258, Sablière du Bois des Dames, a Bruay-la-Buissière. Si trovano al centro di una foresta.

#### Il futuro dei cumuli di scorie
Fino al 1969, i cumuli non subirono quasi nessuna modifica. La loro modifica iniziò negli anni 1970 per realizzare progetti di riconversione economica come zone industriali, strade, autostrade e la linea TGV LGV Nord. Altri cumuli vennero smistati in modo che il carbone rimanente venisse bruciato in una centrale termica. Un gruppo di lavoro composto dagli HBNPC, dall'Associazione dei comuni minerari e dai comuni interessati, si riunì il 27 ottobre 1977 e suddivise i cumuli di scorie in cinque categorie. La prima elencava i cumuli costituiti da miscele di cenere, che dovevano essere valorizzate. Se il contenuto di ceneri era superiore al 60%, le particelle di cenere venivano recuperate per alimentare le centrali termiche. La seconda categoria riguardava i cumuli di scorie che venivano sfruttati in un certo modo affinché gli scisti rossi e neri potessero essere utilizzati per lavori pubblici. La terza categoria identificava i cumuli di scorie che non sarebbero mai stati sfruttati, almeno nel prossimo futuro. La penultima categoria riguardava i cumuli nelle attività minerarie i cui scisti provenivano dalla lavorazione del carbone, categoria scomparsa nel dicembre 1990. La quinta categoria comprendeva i cumuli di proprietà degli HBNPC ma il cui utilizzo risultava problematico a causa della vicinanza del tessuto urbano.

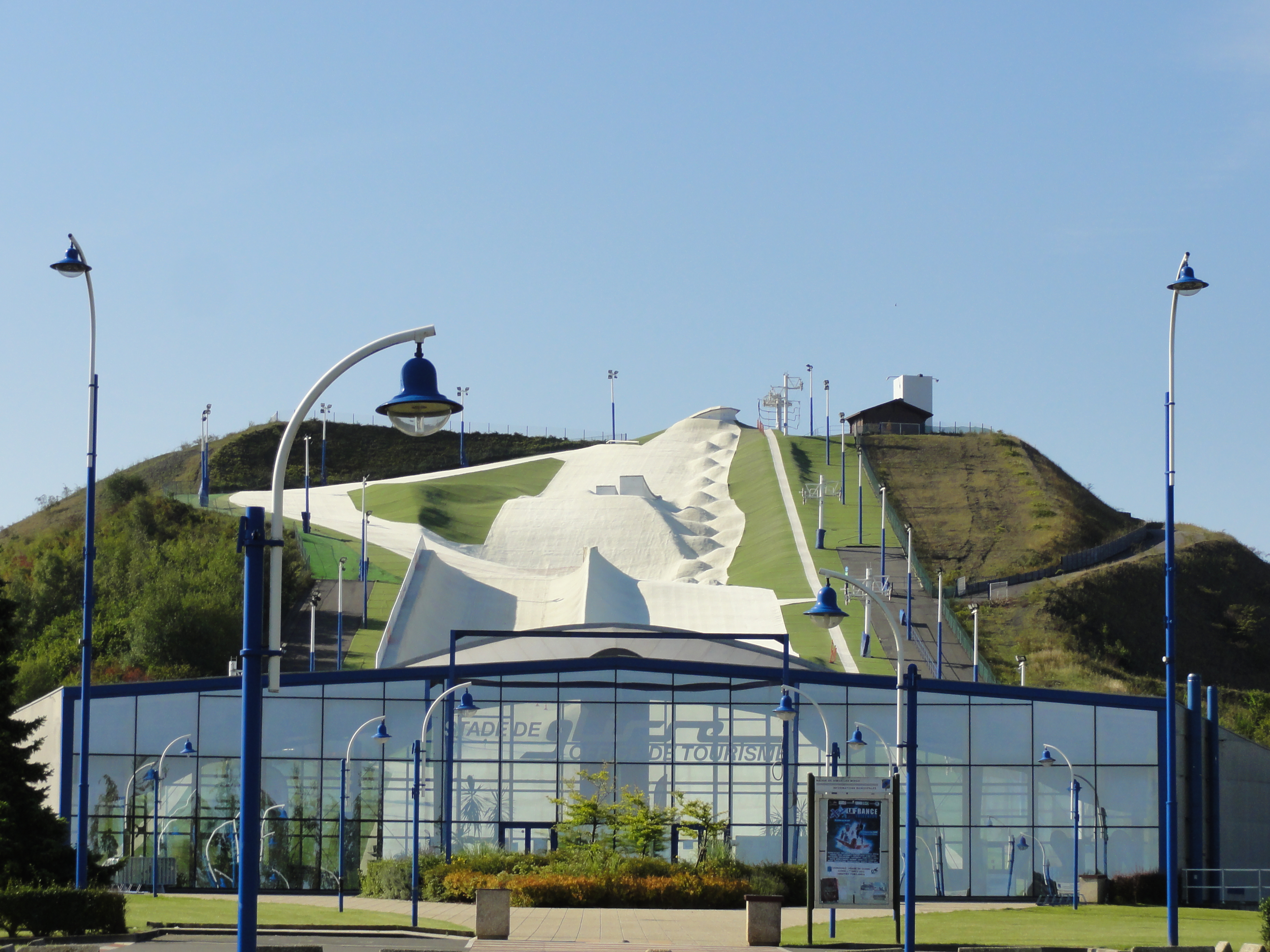
Le scorie del cumulo n° 42, 3 di Nœux Sud.

La carta dei cumuli di scorie venne lanciata il 30 novembre 1992. Di fronte allo sfruttamento di troppi cumuli, La Chaîne des slag heaps suggerì di conservarne alcuni. La proposta venne in parte ratificata tra SACOMI, HBNPC, Terrils SA, Surschistes SA e Tercharnor. Da questa proposta nacque una nuova categorizzazione: i cumuli da preservare, sia per il loro interesse faunistico e floristico, culturale o paesaggistico, i cumuli da sviluppare per la loro situazione e il loro impatto generale sui paesaggi, il loro interesse per un progetto di sviluppo turistico e ricreativo, o la necessità di risanarli, e le scorie da valorizzare, per la presenza di prodotti carboniosi o materiali economicamente recuperabili.
Nel 1996, il n° 42, 3 di Nœux South, creato dai pozzi n° 3 - 3 bis della Compagnie des mines de Nœux a Nœux-les-Mines venne trasformato in una pista da sci.
Da marzo 2011 al marzo 2012, la Chaîne des Terrils, in collaborazione con varie organizzazioni come Eden 62 e il coordinamento dei mammiferi del nord della Francia, avviarono uno studio sulla presenza di scoiattoli rossi su e intorno al cumulo di scorie n° 75, Pinchonvalles, in particolare ad Avion. Questi scoiattoli avevano un habitat che comprendeva il cumulo di scorie, ma anche campi, giardini e persino il centro della città. Le scorie di Pinchonvalles sono costituite da un cumulo piatto, alto massimo trentacinque metri, e si estendono su 74,5 ettari, dove la natura si riprende i suoi diritti, e sono state dichiarate Area Naturale Sensibile. Un rapporto è stato dedicato allo scoiattolo rosso e al cumulo di scorie di Pinchonvalles il 7 marzo 2012 nel programma Des racines et des ailes.

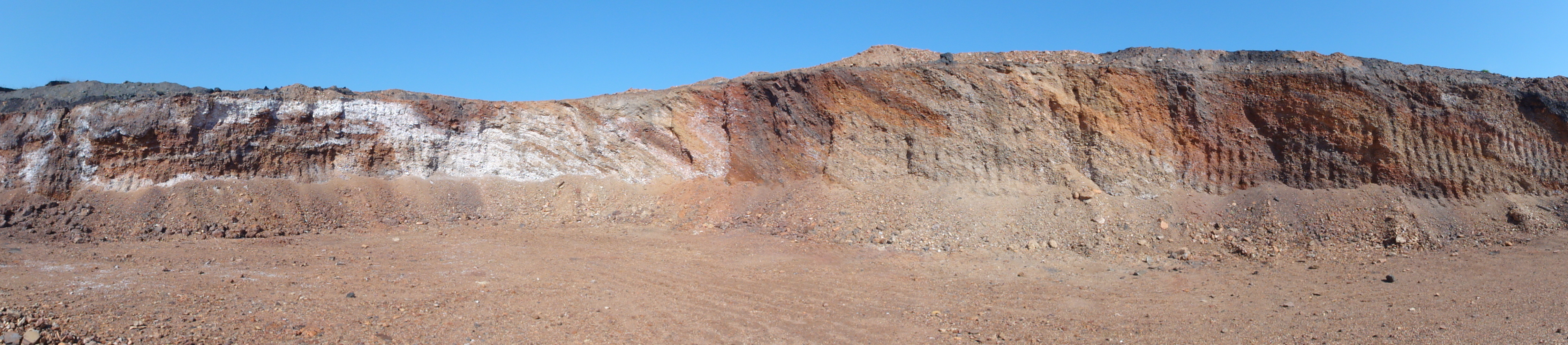
Le scorie del cumulo n° 23 3 Old West Auchel, dei pozzi n° 3 - 3 bis - 3 ter delle miniere di Marles, sono sfruttate per i loro scisti rossi.

### Pozzi rimanenti

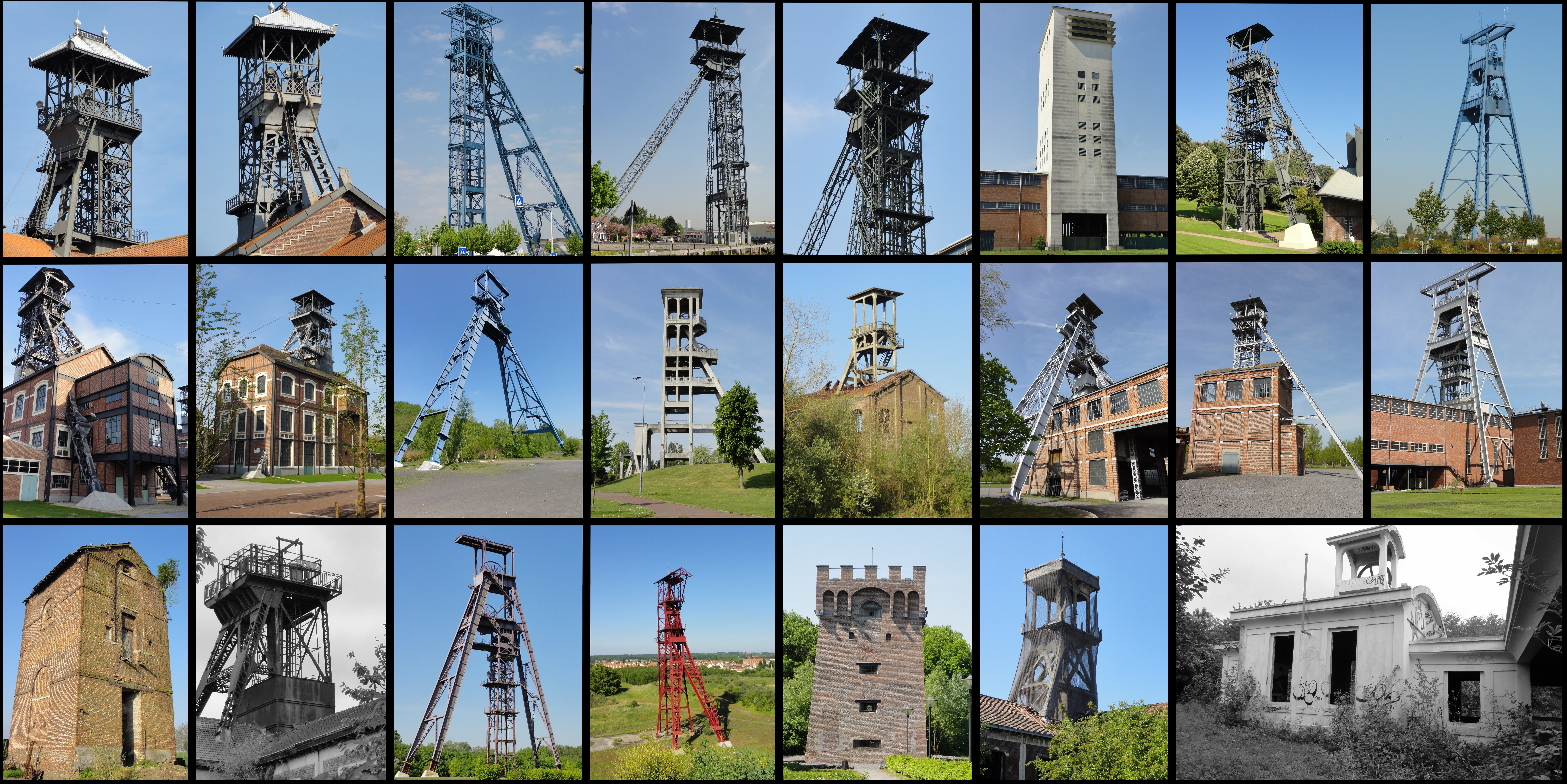
Ventitré delle restanti venticinque strutture di pozzi: Delloye 1, 2 Delloye, Liévin 1 bis, Lens 3 bis, Lens 11, Lens 19, Marles 2, Escarpelle 9 (prima fila in alto) Dourges 9 Dourges 9a Sabatier 2 Dutemple 2 Flines 2 Arenberg 1, Arenberg 2, Arenberg 3-4 (seconda fila), Saint-Quentin, Meurchin 5, Ledoux 1, Dourges 8, Sarteau Extraction, Lens 6 e Lens 13 bis (terza fila).

La missione del bacino minerario elenca venticinque pozzi rimanenti sul suo atlante interattivo del patrimonio. Questi rientrano in gruppi diversi:
La struttura del pozzo Saint-Quentin della Compagnie de Bouchain è in mattoni. Si trova in una fattoria a Bouchain. Anche il pozzo Sarteau della Compagnie des mines d'Anzin a Fresnes-sur-Escaut è una costruzione di questo tipo.
I pozzi di Mathilde e Sophie della Compagnie des mines d'Anzin, a Denain e Hergnies, hanno una copertura del tipo di un semplice edificio in mattoni, più grande di una casa.
I pozzi n° 6 e 13bis della compagnia mineraria di Lens ad Haisnes e Bénifontaine quello n° 2 della Compagnie des mines de Flines di Aniche ad Anhiers, e il n° 2 di Dutemple della Compagnie des mines d'Anzin a Valenciennes, hanno le strutture in cemento armato. Il n° 19 delle miniere di Lens, costruito dal Gruppo Lens a Loos-en-Gohelle, è dotato di una torre di estrazione in cemento armato.
I pozzi n° 1 e 2 dalla miniera Delloye della Compagnie des mines d'Aniche a Lewarde, il n° 2 dalla miniera Sabatier a Raismes, quelli 1, 2 e 3 - 4 dalla miniera Arenberg a Wallers, l'1 della miniera Ledoux a Condé-sur- Scheldt della Compagnie des mines d'Anzin, l'8 della miniera n° 8-8 bis di Évin-Malmaison, i 9 e 9a della miniera n° 9-9 bis della Compagnie des mines de Dourges a Oignies, il 3a della miniera n° 3-3 bis di Liévin e l'11 dei pozzi n° 11-19 delle miniere di Lens a Loos-en-Gohelle, quelli della miniera n° 1 - 1a - 1 b della compagnia mineraria di Liévin a Liévin, il pozzo n° 9 della compagnia mineraria di Escarpelle a Roost-Warendin, il pozzo n° 2 della Compagnie des mines de Marles a Marles-les-Mines, il pozzo n° 5 dalla Compagnie des mines de Meurchin de Lens a Billy-Berclau, sono dotati di struttura in metallo.

## Acqua e falde sotterranee
L'attività mineraria (estrazione, disidratazione di gallerie, lavaggio del carbone, usi per la chimica del carbonio e l'industria metallurgica o centrali termiche) consumava una grande quantità di acque sotterranee. La zolla di gesso facile da estrarre era disponibile e veniva ampiamente sfruttata. L'estrazione del carbone si confrontava con il duplice problema dell'innalzamento della falda freatica e del cedimento della miniera. La falda freatica doveva essere pompata ed evacuata localmente per evitare allagamenti e perturbazioni del sottosuolo.

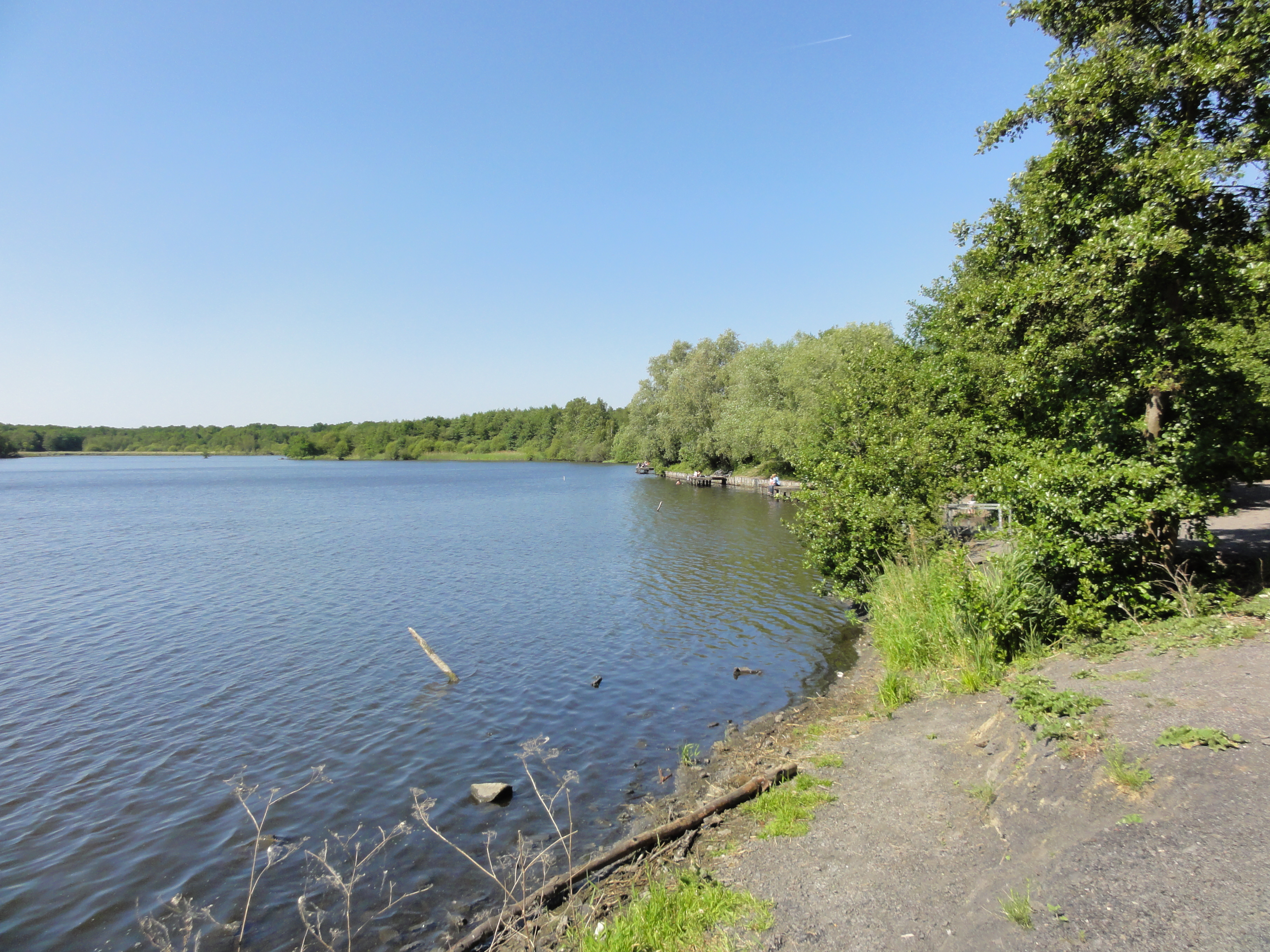
Lo stagno di Goriaux è uno stagno minerario di subsidenza derivante dallo sfruttamento del pozzo di Arenberg a Wallers. Il suo confine meridionale è il n° 171, a Goriaux.

L'uomo aveva trasformato il bacino di carbone in una nuova vasta falda acquifera, da inquinata a molto inquinata (come dimostrano i livelli di nitrati ovunque a più di cento, anche centocinquanta milligrammi per litro). Fortemente fratturato dalla perforazione delle gallerie, il bacino è stato invaso dallo strato di gesso e in misura minore da quello di calcare carbonifero e, in superficie, attraverso i pozzi e le perdite delle reti fognarie interrotte dal cedimento minerario. Lo standard europeo è di cinquanta milligrammi per litro e l'Organizzazione mondiale della sanità raccomanda di non superare il valore di venticinque, che è già sufficiente per eutrofizzare gli ecosistemi acquatici (altrove, questi nitrati sono principalmente di origine agricola, nel bacino minerario, essi provengono principalmente da acque reflue disperse nella falda acquifera).

### Strato di gesso
Lo strato di gesso ha riempito ciò che resta della rete di gallerie realizzando la principale fonte di acqua potabile della regione. È limitato a sud da grandi incidenti geologici (faglie e cupole) e ad ovest dalla "faglia di Marqueffles " e di "Ruitz". A nord, immagazzina meno acqua a causa di una copertura di argilla troppo spessa. Sul Béthunois, il Douaisis, l'Ostrevent e il Valenciennois, la falda acquifera è ricoperta da materiali alluvionali, sabbie e terreni argillosi limosi, abbastanza permeabili da consentire il passaggio di acqua sufficiente e quindi ricostituire la falda acquifera. In profondità, una base di marna blu impermeabile forma il fondo di questo serbatoio naturale.
Dal 1850 al 1950, questa falda acquifera è stata largamente sovrasfruttata mediante trivellazione e pompaggio, soprattutto nelle valli, depressioni e dove affiorava il gesso.
In media circa ottanta milioni di metri cubi di pioggia ogni anno, localmente inquinati e acidificati, caddero sulla zona per gran parte del XX secolo, penetrando nella falda acquifera ogni anno, ma l'industria e le comunità locali ne pompavano molta di più. Con l'esaurimento della risorsa carbone e il declino dell'industria, il deficit medio annuo scese da 91,6 milioni di metri cubi nel 1974 a 50,3 milioni nel 1986. Allo stesso tempo, aggravata dai cedimenti minerari che avevano degradato le reti fognarie e di distribuzione dell'acqua, una parte crescente dell'acqua inviata a canali e fiumi si reinfiltrava nella falda acquifera attraverso il sottosuolo fratturato, e localmente anche dai vecchi pozzi mal sigillati. Anche le perdite dalle reti idriche industriali determinavano una parte del deficit. Inoltre, nello stesso periodo, forse a causa del cambiamento climatico, la piovosità media annua era notevolmente aumentata. Ciò spiega l'aumento della falda freatica, scarsamente previsto dalla pianificazione dell'uso del suolo, nonostante alcuni avvisi e rapporti.

#### Alzare la falda freatica
La piezometria mostra chiaramente (ad esempio per il periodo dal 1900 al 1983) che dopo un lungo calo delle falde acquifere indotto dal pompaggio minerario e industriale (che aveva raggiunto il picco intorno al 1945), si stava assistendo ad un lento aumento della falda con conseguente rischio di allagamento e inquinamento delle aree di cedimento. Probabilmente ci vorrà circa un secolo prima che la falda freatica torni al suo livello naturale (senza aumentare il pompaggio).
È geograficamente e temporalmente molto irregolare perché più o meno localmente influenzata dall'impermeabilizzazione e dall'artificializzazione dei suoli urbani, alcuni sviluppi idraulici e fiumi, perdite di rete e altro. La stabilizzazione non è stata ancora completata e pone seri problemi potenziali nelle aree di subsidenza mineraria (dove alcuni terreni coltivati o urbanizzati sono scesi topograficamente d una ventina di metri e sono ora al di sotto del livello naturale della falda acquifera).

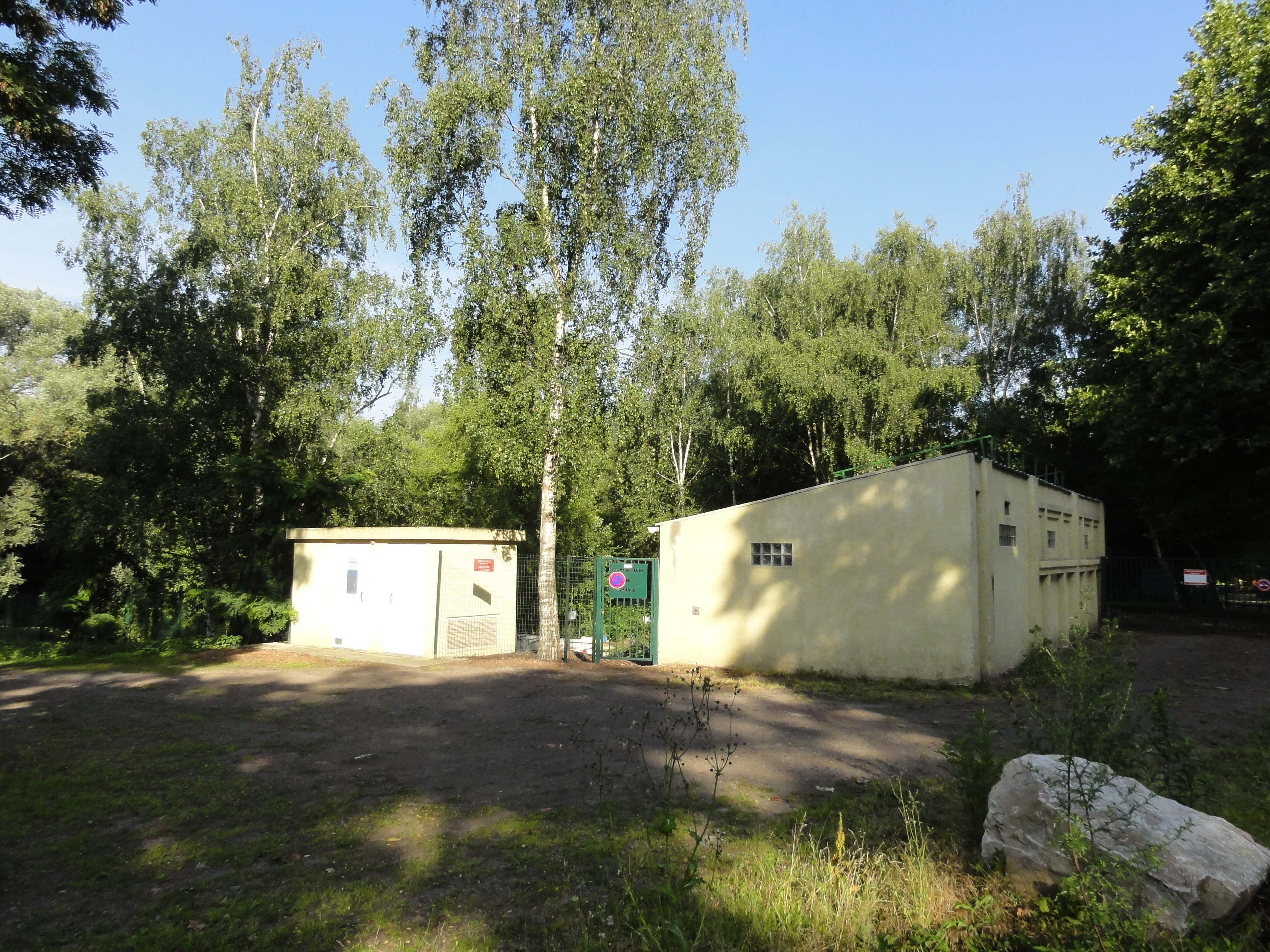
Una stazione di sollevamento dell'acqua piovana di Charbonnages de France a Dechy.

Una rete di stazioni di sollevamento ha lo scopo di prevenire l'allagamento delle zone più basse o di controllare il livello dell'acqua in aree che sono diventate zone ricreative o talvolta siti naturali preservati per il loro interesse ecologico, ma con la scomparsa delle miniere di carbone, l'invecchiamento del patrimonio del sistema di disidratazione è affidato alle comunità, che devono assumersi i costi di manutenzione e di esercizio. L'innalzamento della falda acquifera può essere accompagnato da un innalzamento della falda acquifera alluvionale superficiale e dalla ricomparsa di sorgenti nonché, nei punti bassi, da un aumento del flusso di alcuni fiumi (ad esempio l'Escrebieux nel bacino minerario, negli anni 1970-1980 un corso d'acqua per gran parte artificiale (localmente cementato), alimentato solo dal deflusso e dalle fognature, e che è ridiventato un fiume).

#### Conseguenze
Dal XX secolo sono stati osservati aumenti chiari, nel mondo in tutte le aree minerarie alla fine dello sfruttamento, ma anche in vaste zone industriali o città (sotto Lille, o sotto grandi città come Parigi o New York, dopo l'allontanamento o il trasferimento di industrie ad alto consumo d'acqua) e dopo che è stato sospeso il pompaggio locale di acqua potabile, che è diventata troppo inquinata. Questo fenomeno si osserva in tutto il bacino Artois-Piccardia: secondo l'agenzia, in 25 anni i prelievi sono diminuiti di 41 milioni di metri cubi per raggiungere i 109 milioni nel 2000. Per tutto il Nordso di Calais, dal 1995 al 2001, i prelievi sono aumentati da 77 a 68 milioni di metri cubi.
Le conseguenze positive sono il ripristino di fiumi e zone umide un tempo asciutte, ma spesso in modo poco compatibile con l'urbanizzazione e le strutture sotterranee installate in queste aree quando la falda freatica era stata abbassata artificialmente.
Sono previste o si stanno già manifestando conseguenze negative:
- effetti idraulici e meccanici, compreso il degrado fisico o funzionale delle strutture superficiali (dovuto in particolare all'acqua e al rigonfiamento di argille e terreni argillosi).
- danni alle strutture interrate (reti fognarie, del gas e acqua potabile in particolare).
- sovrapressioni o sottopressioni che possono deformare terreni e strade, con o senza allagamento di scantinati interrati di edifici, fognature, gallerie tecniche. Delle "dighe idrauliche" sono possibili localmente se affrontate con strutture lineari perpendicolari alla direzione del flusso delle acque sotterranee.
- gli effetti ecotossicologici riguardano suoli, zone umide ed ecosistemi, inquinati a causa del contatto fognario-falda, fenomeni di mineralizzazione o di modificazione fisico-chimica del suolo (anossia o metanizzazione locale) e talvolta (ri)circolazione di inquinanti. Questa acqua inquinata può circolare in orizzontale e in verticale tanto più facilmente in quanto il sottosuolo è stato fratturato da subsidenza. È nel cuore del bacino minerario che la lastra di gesso sembra essere la più inquinata dai nitrati (tra i record europei), mentre la regione è fortemente urbanizzata. Nel 2001, l'8% della popolazione del bacino minerario (rispetto a 1% nel Passo di Calais e 1% nel Nord) era servita con acqua contenente oltre cinquanta milligrammi di nitrato per litro (fuori standard). Questo è anche il punto in cui lo strato di gesso è il più sollecitato. Il pompaggio può aspirare l'acqua dalle zone più inquinate e questo rischio aumenta con l'innalzamento della falda freatica, che dovrebbe terminare all'inizio del XXII secolo. Il passato industriale del bacino minerario, oltre a un'agricoltura regionale molto intensiva, spiegano i ritardi subiti dalla regione rispetto alla media nazionale in termini di miglioramento della qualità dell'acqua. Sono necessari sforzi molto maggiori che altrove per raggiungere il buono stato ecologico richiesto dal quadro verde e blu e dalla direttiva quadro sulle acque.

#### Potenziale termo-energetico della falda freatica
Il potenziale geotermico, permanente o stagionale di questa falda freatica, consente un immagazzinamento temporaneo o stagionale di calorie o frigorie tramite pompe di calore. Nel bacino minerario del Nord-Passo di Calais, dalla fine del XX secolo, in seguito al declino dell'industria, lo strato di gesso è aumentato dopo essere stato pesantemente sovrasfruttato.
Le previsioni climatiche suggeriscono che in Europa occidentale gli inverni potrebbero diventare sempre più piovosi e freddi, con estati più calde e secche. Il serbatoio del gesso potrebbe quindi riempirsi più velocemente di quanto previsto dai primi modelli. Questa "neozona" si sta formando nei vuoti minerari del bacino, più o meno schiacciati a seguito di crolli. Durante i crolli (dal 1850), le fessure hanno potuto aprirsi nell'ammasso roccioso e modificare irreversibilmente i flussi sotterranei e superficiali. A livello locale, l'acqua sta affiorando o sta già allagando punti bassi e talvolta terreni urbanizzati, il che richiede alle comunità di pompare in modo permanente per esaurire le aree di subsidenza mineraria.
Lo strato è una gigantesca riserva naturale di calorie o frigorie. Durante le crisi petrolifere della fine degli anni 1970 e dei primi anni 1980, è stato suggerito che questo strato si sarebbe potuto utilizzare come fonte di unità termiche tramite pompe di calore, per il riscaldamento collettivo o la climatizzazione di grandi complessi di uffici, industrie o abitazioni, o come luogo per immagazzinare calorie (o frigorie) di origine solare o industriale (ad esempio dall'energia persa dagli inceneritori in atmosfera in estate, mentre queste calorie potrebbero essere utilmente utilizzate per il riscaldamento in inverno). Tuttavia, la durezza dell'acqua può portare a incrostazioni sugli scambiatori di calore (senza l'utilizzo di particolari precauzioni). Non sembra esserci alcun drenaggio acido della miniera in questo bacino, grazie in particolare alla naturale durezza di quest'acqua. L'inquinamento da agenti corrosivi di origine naturale o industriale o anche urbana (sale nelle strade durante l'inverno), rischi di comparsa di biofilm incrostanti, esistono localmente, anche a causa di un tasso eccessivo di nitrati e perdite dalle fognature dallo strato permeabile.
Dagli anni 1980, due studi si sono concentrati su questo potenziale, che potrebbe essere di interesse nel contesto dell'adattamento ai cambiamenti climatici. Nel 1984, il consiglio regionale del Nord-Passo di Calas, assieme a AFME (da allora diventata ADEME) e BRGM, hanno chiesto uno studio e una mappa di orientamento per un possibile sfruttamento della falda freatica nel bacino minerario con pompe di calore. Due anni dopo, nel 1986, la regione e l'AFME avviarono un altro studio, sulla temperatura della falda acquifera, con una mappa di orientamento per lo sfruttamento termico della falda calcarea nel bacino minerario, potenzialmente molto interessante da questo punto di vista. Questo diede una nuova mappa, cinque volte più precisa (al duecentocinquantamillesimo), prodotta dalla BRGM, pubblicata nel 1986, studiata con EDF che all'epoca promuoveva le pompe di calore acqua/aria (sebbene più efficienti di quelle aria/aria, soprattutto se si vuole produrre acqua a quaranta o cinquanta gradi).
Le PAC (pompe di calore) potrebbero fornire calorie alle comunità o al settore terziario, piscine, ospedali, celle frigorifere, attività di essiccazione o deumidificazione dei prodotti, grandi serre (dieci metri cubi l'ora per mille metri quadrati di serra). Flussi di centinaia di metri cubi (che possono essere reiniettati nella falda freatica tramite un altro pozzo, per formare un anello termico) sono necessari e sarebbero possibili nel bacino minerario, dove l'attività mineraria ha svolto un ruolo in qualche modo paragonabile a quello di fratturazione idraulica utilizzata per trivellazioni petrolifere, di gas o acqua, ma su scala molto più ampia. Un passaggio d'acqua attraverso lagune naturali che può essere integrato nella rete verde del bacino minerario, e potrebbe anche aiutare a ripulirlo.
Nel 1986, l'AFME ha ritenuto che fossero necessari da 0,4 a 1,5 m3 di acqua sotterranea per riscaldare un alloggio collettivo e da 0,7 a 3 m3 per un alloggio individuale. I recenti progressi tecnici nell'isolamento termico (compresa la casa passiva) e nei sistemi a pompa di calore, associati a collettori geotermici verticali, campi di sonde geotermiche, pile energetiche, eccetera consentono oggi rendimenti molto migliori.
Sembrava facile negli anni 1970-1980 (prima della chiusura degli ultimi pozzi minerari), nel bacino del carbone, da utilizzare "doppioni del pozzo" per estrarre calorie o per immagazzinare acqua calda nella falda freatica (circolazione in un circuito d'acqua che riscalda o raffredda nel seminterrato), che migliorano l'efficienza delle pompe di calore ad alta potenza. Tuttavia, esistono alcuni freni, in parte valutati, tra cui un'elevata mineralizzazione totale, nonché durezza e contenuto di ferro localmente. I rischi di corrosione sono molto bassi qui (eccetto per effetto dielettrico), ma i rischi di depositi di calcare devono essere controllati (calcare, ferro, zolfo, mobilitati per cristallizzazione o biofilm batterici), perché possono influenzare fortemente le capacità degli scambiatori di calore). In questo ambiente complesso e fortemente artificiale, è inoltre necessario tener conto dell'esistenza di pompaggi a monte o a valle dei pozzi, che disturbano quello che sarebbe il flusso naturale della falda freatica. È inoltre necessario tener conto di alcune autorizzazioni o possibilità amministrative degli scarichi, dei costi di esercizio degli impianti di pompaggio e sollevamento (fino a cinquemila metri cubi al giorno per alcune stazioni), delle tariffe sui prelievi di acqua sotterranea, tasse igieniche etc.).
Esistono opportunità dove il pompaggio esiste ed è necessario (esaurimento delle aree urbanizzate), nelle parti inferiori dove il rischio di allagamento per innalzamento della falda è permanente. Lì, lo studio del 1986 suggerì che sarebbe stato interessante combinare il recupero delle calorie con pompe di disidratazione che evacuano la loro acqua verso i canali artificiali.

## Media

### Letteratura

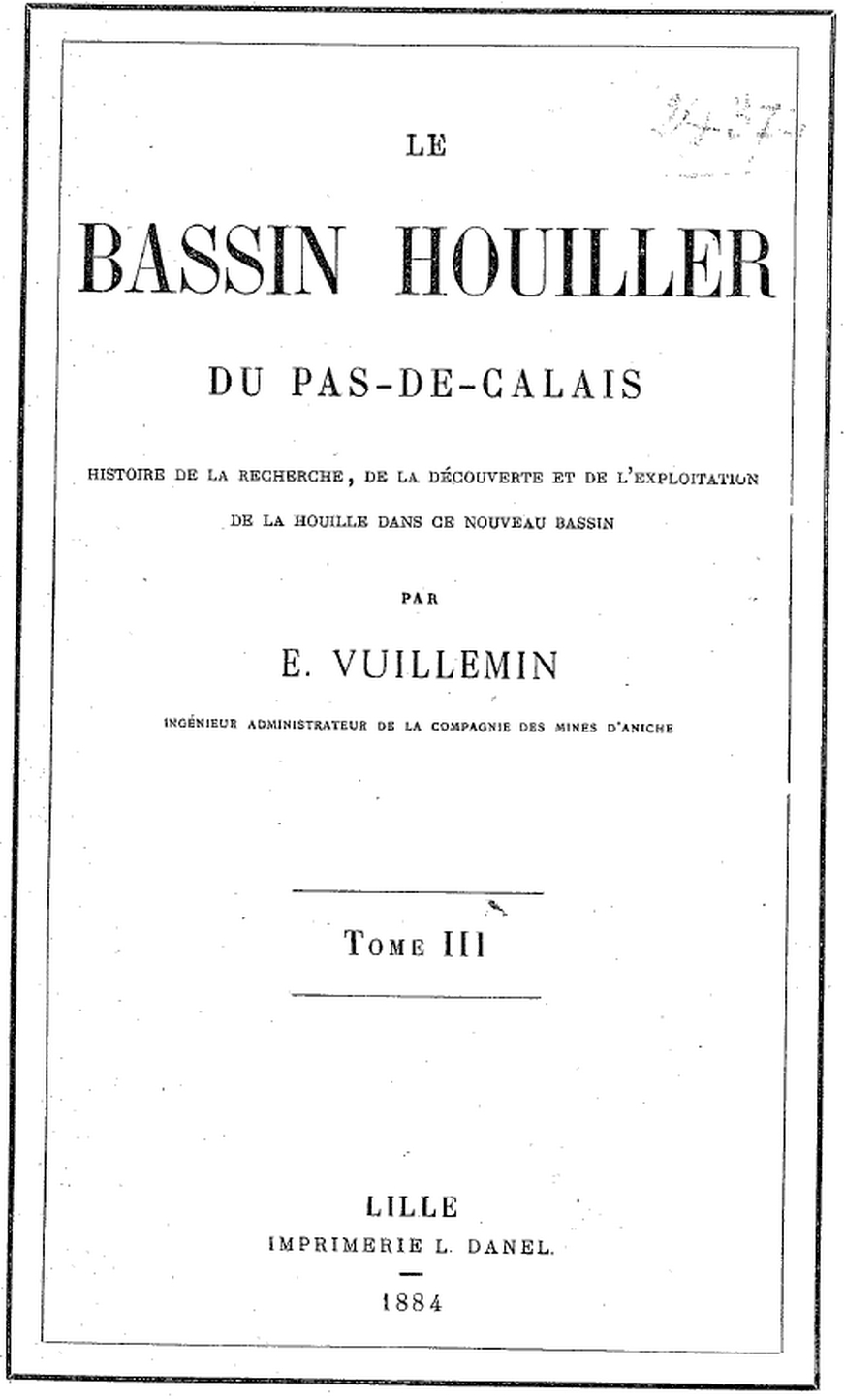
Émile Vuillemin, Le Bassin Houiller du Pas-de-Calais, volume III, 1883.

Il bacino minerario è oggetto di una corposa letteratura. In tutte le epoche, ingegneri e gestori di miniere di carbone hanno scritto lavori scientifici. Édouard Grar pubblicò, tra il 1847 e il 1850, i tre volumi di Storia della ricerca, scoperta e sfruttamento del carbone nell'Hainaut francese, nelle Fiandre francesi e in Artois, 1716-1791, che tratta dallo sfruttamento del bacino minerario del Nord dalla sua scoperta fino alla rivoluzione. Negli anni 1880, Émile Vuillemin, direttore della Compagnie des mines d'Aniche, pubblicò i tre volumi dell'opera Le Bassin Houiller du Pas-de-Calais, Storia della ricerca, scoperta e sfruttamento del carbone in questo nuovo bacino. Nel 1886 Albert Olry pubblicò Bassin houiller de Valenciennes, parte del dipartimento Nord - Études des gîtes minéraux de la France, e diciotto anni dopo, Topographie souterraine du bassin houiller du Boulonnais ou bassin d'Hardinghenn. Nel 1991 e nel 1992 Guy Dubois e Jean-Marie Minot hanno pubblicato i due volumi di Histoire des Mines du Nord et du Pas-de-Calais. Tutte queste opere, così come altre meno conosciute, consentono di avere sempre una buona conoscenza dello sfruttamento del bacino minerario. Allo stesso tempo, molti documenti provengono dagli archivi di società e gruppi e sono conservati presso il Centre historique minier de Lewarde.
D'altra parte, c'è un'altra letteratura sotto forma di romanzi. Germinal, pubblicato nel 1885 da Émile Zola, è l'opera più nota e una delle poche di questo periodo. Jules Mousseron creò nel 1899 il personaggio di Cafougnette. Dalla fine del XX secolo, sono state pubblicate molte opere relative alla miniera. Nel 1996, La Chaîne des terrils e Bertrand Verfaillie hanno pubblicato Terrils majeurs en sol mineur, evidenziando i cumuli di scorie nel bacino minerario. Nel 2007, Virginie Debrabant, archivista presso il Centre historique minier de Lewarde, e Gérard Dumont, hanno pubblicato i tre volumi delle tre età della miniera. Molte altre pubblicazioni sono realizzate in collaborazione con il Center historique minier.